# Liturgiereform

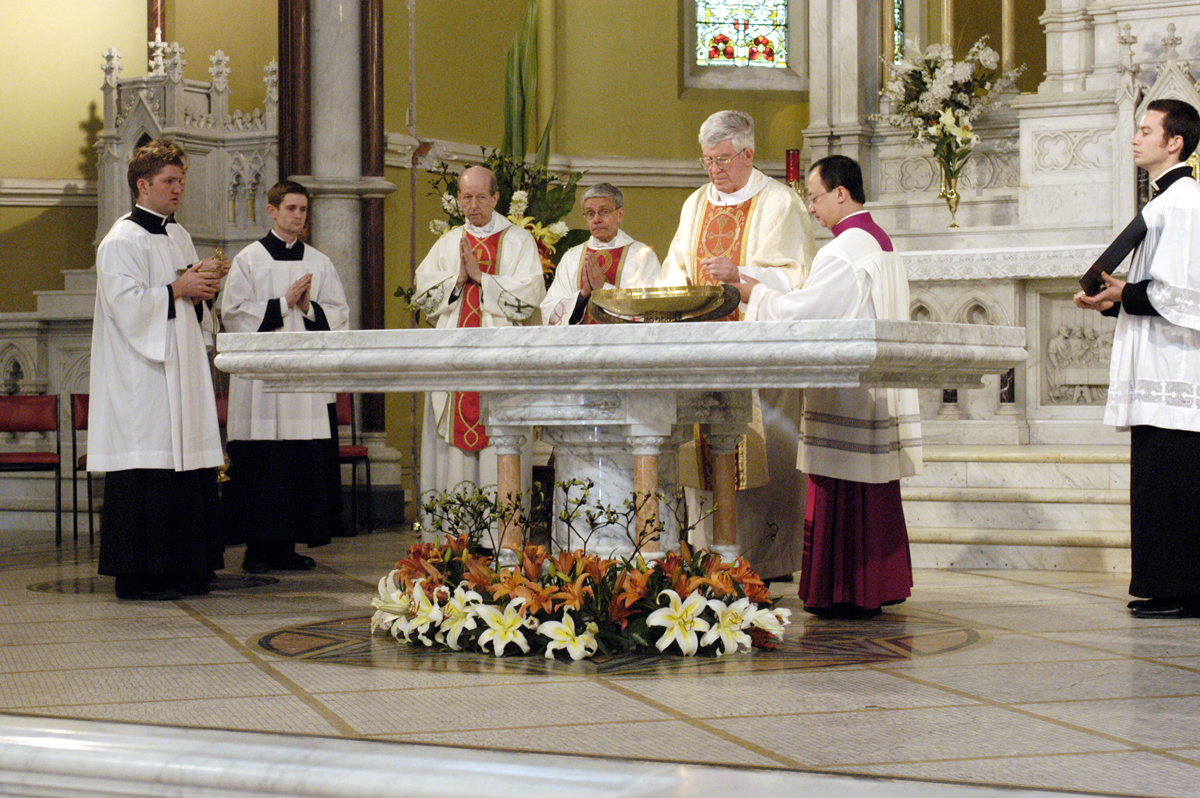
Der Volksaltar wurde zum Symbol der Liturgiereform in Folge des Zweiten Vatikanischen Konzils

Als Liturgiereform bezeichnet man meist die umfassende, bereits unter Papst Pius XII. begonnene und dann vom Zweiten Vatikanischen Konzil (2. Vatikanum) beschlossene und den Päpsten Paul VI. und Johannes Paul II. durchgeführte allgemeine Erneuerung (lateinisch instauratio) der römisch-katholischen Liturgie, also besonders der Heiligen Messe, des Stundengebets sowie der Riten der Spendungen der Sakramente, im 20. Jahrhundert.
Die Liturgiereform(en) des 20. Jahrhunderts finden ihre Wurzeln insbesondere in der liturgischen Bewegung des späten 19. und frühen 20. Jahrhunderts in Deutschland, Belgien und Frankreich. Papst Pius XII. kanalisierte deren Bestrebungen in der Enzyklika Mediator Dei. Unter dem bestimmenden Einfluss der deutschen und französischen Wissenschaft wandelte sich ihr Anliegen von einer bloß besseren Durchdringung der Liturgie hin zu echten Reformbestrebungen. Bahnbrechende Vorarbeiten stammen vor allem von Romano Guardini, Pius Parsch, Odo Casel sowie in ganz herausragender Weise Josef Andreas Jungmann. Nach der am 4. Dezember 1963 promulgierten Konzilskonstitution Sacrosanctum Concilium oblag dem Consilium zur Ausführung der Liturgiekonstitution die konkrete Umsetzung. Dies geschah in einer ersten Etappe bis 1965 und schloss 1969 mit der Herausgabe des neuen Missale Romanum, maßgeblich durch den Sekretär des Consiliums Annibale Bugnini und innerhalb des Consiliums durch Johannes Wagner. Hieran schloss sich in einer weiteren Stufe die Übersetzung in die Volkssprachen an.

## Frühere Liturgiereformen

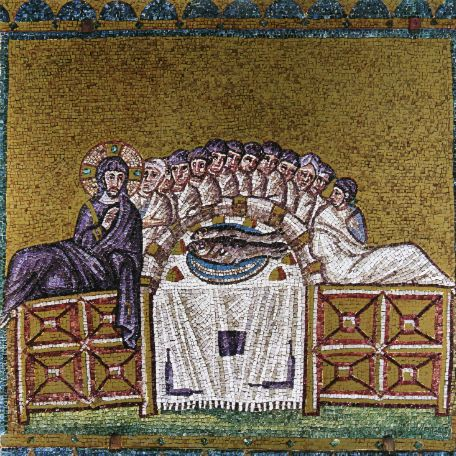
Darstellung des letzten Abendmahls in Sant’Apollinare Nuovo, Ravenna, um 520

## Anfänge: Liturgische Bewegung,Mediator Deiund wissenschaftliche Aufarbeitung in Deutschland und Frankreich

### Motu proprioTra le sollecitudiniPius’ X. (1903)
Ein zentraler Begriff für die Liturgiereform nach dem Zweiten vatikanischen Konzil war die Participatio actuosa des Kirchenvolks. Der Begriff findet sich erstmals im Motu proprio Tra le sollecitudini Papst Pius’ X. aus dem Jahre 1903. Das Schreiben bezog sich eigentlich hauptsächlich auf die Kirchenmusik; es wünschte besonders die häufigere Nutzung des gregorianischen Chorals und verbot den Einsatz von Kastraten in der Kirchenmusik. In Paragraph 3 hieß es jedoch auch:

„Essendo, infatti, Nostro vivissimo desiderio che il vero spirito cristiano rifiorisca per ogni modo e si mantenga nei fedeli tutti, è necessario provvedere prima di ogni altra cosa alla santità e dignità del tempio, dove appunto i fedeli si radunano per attingere tale spirito dalla sua prima ed indispensabile fonte, che è la partecipazione attiva [Hervorhebung nicht im Original] ai sacrosanti misteri e alla preghiera pubblica e solenne della Chiesa.“

„Denn es ist Uns innerste Herzenssache, dass der wahrhaft christliche Geist überall in allen Gläubigen wieder aufblühe und unvermindert erhalten bleibe. Daher müssen Wir vor allem für die Heiligkeit und Würde des Gotteshauses sorgen. Denn dort versammeln sich die Gläubigen, um diesen Geist aus der ersten und unentbehrlichen Quelle zu schöpfen, nämlich aus der aktiven Teilnahme [Hervorhebung nicht im Original] an den hochheiligen Mysterien und dem öffentlichen, feierlichen Gebet der Kirche.“

Im Rahmen dieses Schreibens hatte die participazione attiva freilich noch nicht die fundamentale und weitreichende Bedeutung der nachkonziliaren Texte, sondern bezog sich zunächst noch auf die Teilnahme am Kirchengesang.
Pius X. führte neben der Reform der Kirchenmusik auch die folgenden liturgischen und disziplinarischen Reformen durch, zu denen er folgende Schreiben erließ:
- Motu proprio Sacra Tridentina Synodus (1905): über die regelmäßige Kommunion der Gläubigen,[1]
- Dekret Quam singulari (1910): zur Herabsetzung des Alters, ab dem Kinder die Kommunion empfangen dürfen,[1]
- Apostolische Konstitution Divino afflatu (1911): zur Reform des Breviers,[1]
- Motu proprio Abhinc duos annos (1913): zur Reform des liturgischen Jahres.[1]

### Liturgische Bewegung

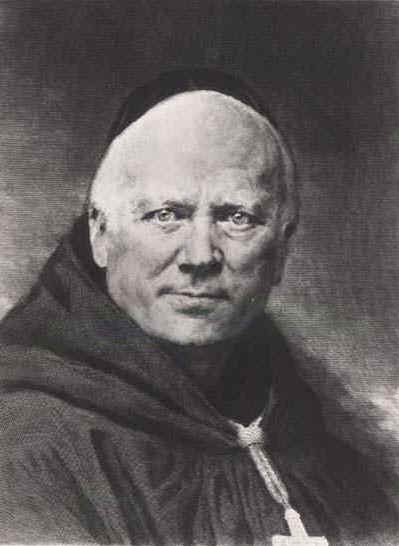
Prosper Guéranger

Die Liturgiereform Pius’ V. in Folge des Trienter Konzils hatte die liturgischen Bücher reformiert und vereinheitlicht, um damit das liturgische Leben der Kleriker und Gläubigen anzuregen. Die Erneuerungsbewegung im 20. Jahrhundert verlief in umgekehrter Richtung: Sie entstand aus einem pastoralen Anliegen, aus dem sich die Revision der Rubriken und Vorschriften ergab.

#### Solesmes im 19. Jahrhundert: Liturgische Bildung
Die Bestrebungen zugunsten einer Liturgiereform, mit der Papst Pius X. begonnen hatte, wurden durch die in der zweiten Hälfte des 19. Jahrhunderts entstandene Liturgische Bewegung gestärkt. Sie geht auf den ersten Abt der französischen Benediktinerabtei Solesmes, Dom Guéranger zurück; von ihm stammt die Bezeichnung der Bewegung als „liturgische Bewegung“ (frz. ‚mouvement liturgique‘). Bestrebung seiner Institutions liturgiques (1840) sowie seines 24-bändigen L’Année liturgique war es, ein größeres Verständnis der Liturgie zu fördern und den Gesang des gregorianischen Chorals neu zu beleben. Diese erste Phase der liturgischen Bewegung zielte nicht auf eine Veränderung der Liturgie, sondern auf ein vertieftes Begreifen der bestehenden Liturgie durch gesteigerte liturgische Bildung.

#### Beuron und Maria Laach: Die Liturgie der frühen Kirche und das Pascha-Mysterium

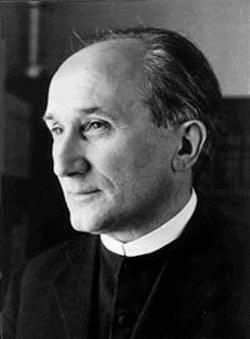
Romano Guardini um 1920

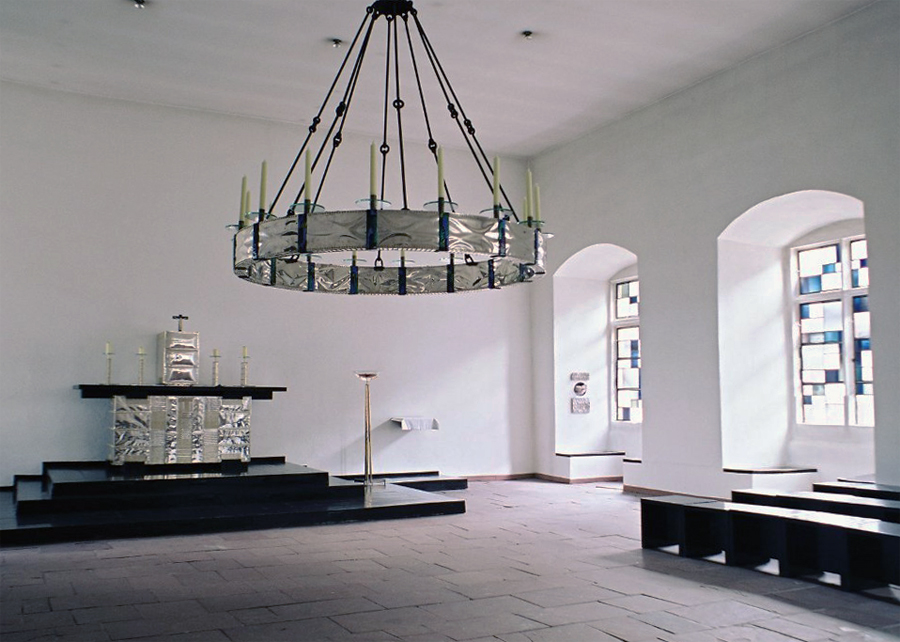
Kapelle der Burg Rothenfels

In Deutschland nahm das Interesse an der Liturgie bereits im 19. Jahrhundert zu, wie sich an den Arbeiten der Katholischen Tübinger Schule (Johann Adam Möhler, Franz Anton Staudenmaier und Valentin Thalhofer) zeigt. Die entscheidenden Impulse kamen dennoch aus Solesmes: die dortigen Bestrebungen griff vor allem die Benediktiner-Erzabtei Beuron auf. Wichtigstes Instrument, Laien die Liturgie nahe zu bringen, war die Herausgabe eines Laienmessbuchs (des sog. Schott) durch Anselm Schott. Schott verstand sein Volksmessbuch als Kompendium des L’Année liturgique; die Erläuterungen des Schott sind deutlich von ihm inspiriert. Neun Jahre später gab er ebenso ein lateinisch-deutsches Vesperbuch (Vesperale Romanum) heraus, das erstmals im deutschen Sprachraum die Bezeichnung „Liturgische Bewegung“ einführte.
Ein weiteres Zentrum der liturgischen Bewegung in Deutschland war die Abtei Maria Laach unter ihrem Abt Ildefons Herwegen und seinem Schüler Odo Casel (Ecclesia Orans, 1923, Das christliche Kultmysterium, 1932). Theologisch äußerst innovativ steht bei Casel das Mysterium als Pascha-Mysterium im Mittelpunkt seines liturgischen Verständnisses. Durch die Feier dieses Mysteriums bleibt Christus selbst durch Zeichen und Riten heiligend gegenwärtig. Die Liturgie ist also nicht in erster Linie latreutisches Handeln der Menschen (im Sinne der Darbringung eines Gott geschuldeten Kultes), sondern rettende Handlung Gottes selbst für die Menschen, durch die sie Anteil am Heilsmysterium erlangen.
In den Maria-Laacher Krypta-Messen kam es schon früh zu liturgischen Experimenten, wie der Messe versus populum. Vor allem auch Romano Guardini hatte innerhalb dieser Bewegung mit seinem Werk Vom Geist der Liturgie (1918) theologische Maßstäbe für eine Liturgiereform vorbereitet. Große Beachtung fanden in den 1930er-Jahren auch die liturgischen Zeitschriften, die von Johannes Pinsk herausgegeben wurden. Besonders Herwegen versuchte auch eine ideologische Einbettung des gewollten Charakters der Liturgie zu leisten.

„Das Individuum, durch Renaissance und Liberalismus großgezogen, hat sich wirklich ausgelebt. Es sieht ein, daß es nur im Anschluß an eine ganz objektive Institution zur Persönlichkeit reifen kann. Es verlangt nach der Gemeinschaft […]
Das Zeitalter des Sozialismus kennt zwar Gemeinschaften, aber nur solche, die eine Anhäufung von Atomen‚ von Individuen bilden. Unser Verlangen aber geht nach dem Organischen, nach der lebensvollen Gemeinschaft.“

Ganz entgegen der eigentlichen Intentionen Guardinis schreckte er auch vor politischen Gleichsetzungen nicht zurück:

„Was auf religiösem Gebiet die Liturgische Bewegung ist, ist auf dem politischen Gebiet der Faschismus.“

Gleichzeitig erklärt sich die Konzentration auf die Liturgie in den 1930er-Jahren in Deutschland insbesondere auch durch die Einschränkungen der Jugendarbeit im Nationalsozialismus. Während die außerliturgische Jugendarbeit immer weiter eingeschränkt wurde, blieb die Liturgie als Zufluchtsort. Neben der Gemeinschaftsmesse war besonders auch die Komplet in Form der „Deutschen Komplet“ eine stark besuchte liturgische Form der Vorkriegszeit. Ludwig Wolkers Gebetbuch Kirchengebet für den Gemeinschaftsgottesdienst katholischer Jugend (1930) erreichte eine Auflage von über neun Millionen. Durch diese Veröffentlichung erhielt der deutsche Einheitstext der Liturgie, der seit 1928 in privater Initiative in Köln erarbeitet worden war, eine starke Verbreitung. Er wurde überall rezipiert und in Volksmessbücher und Diözesangesangbücher übernommen und blieb bis Mai 1971 der gültige deutsche Einheitstext für den Ordo Missae und den Kanon der deutschen Messe.
In Österreich war der Augustiner-Chorherr Pius Parsch eines der wichtigsten Gesichter der Bewegung. Diese hatte ihr Augenmerk mittlerweile von einem besseren Verständnis der Liturgie hin auf eine echte Veränderung verlegt. Auf Parsch geht ab 1922 die Einführung der Betsingmesse in Form der Gemeinschaftsmesse in St. Gertrud (Klosterneuburg) zurück; er führte ferner den Friedensgruß und die Prozession zum Offertorium in die Liturgie ein. Außerhalb des deutschen Sprachraums entwickelte sich die sog. missa dialogata, die 1922 zum Eucharistischen Kongress 1922 in Rom die Billigung der Ritenkongregation erhielt.

#### Lambert Beauduin, dasMechelner Ereignisund die Pastoralliturgie

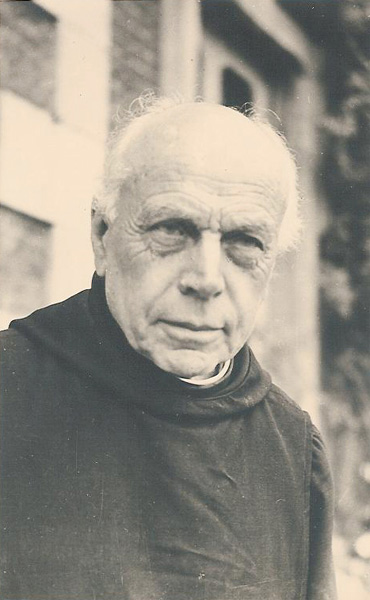
Lambert Beauduin

Während im deutschsprachigen Raum besonders die Liturgie der alten Kirche im Mittelpunkt stand, war in einem anderen wichtigen Zentrum zu Beginn des 20. Jahrhunderts – Belgien – der Fokus des dortigen Initiators, Lambert Beauduin, vor allem auf den pastoralen Aspekt der Liturgie (La Piété de l’église, 1914) gerichtet. Er war ebenfalls Benediktiner (Abtei Mont César) und gilt als „Vorkämpfer für eine ‚Demokratisierung der Liturgie‘“. Er lernte bereits 1924 Angelo Giuseppe Roncalli, den späteren Papst Johannes XXIII., kennen; dieser zeigte sich von Beauduins ökumenischer Theologie tief beeindruckt. Die Liturgie war für ihn das Mittel par excellence, um in Einheit mit der Kirche zu bleiben oder in diese zurückzufinden, wie er auf dem Kongress von Mechelen 1909 ausführte. Theologisch betrachtete er die Liturgie als Kulthandlung der Kirche, die dem auferstandenen Christus gilt; zugleich ist dieser Kult Teil der Heilsgeschichte durch das Priestertum Christi.

#### Italien und Spanien: Geringer Einfluss der liturgischen Bewegung
In den übrigen romanischsprachigen Ländern schlug die liturgische Bewegung nie in eine liturgische Reformbewegung um. In Spanien blieb sie bis in die 1960er im Wesentlichen eine Bewegung zur Pflege des gregorianischen Chorals. Sie empfing ihre ersten Impulse im 19. Jahrhundert aus Solesmes. Zentren der Bewegung waren auch hier die Abteien, nämlich Santo Domingo de Silos, Santa Cecilia de Montserrat (unter Gregori Suñol) sowie das Kloster Montserrat. Ein Schlüsselereignis der Bewegung in Spanien war der liturgische Kongress von Montserrat im Jahr 1915.
Ebenso blieb die Entwicklung in Italien viel zaghafter als in Deutschland, Frankreich und Belgien. Wie die gesamte theologische Forschung war auch die liturgische Forschung in Italien wenig innovativ. Als Gründe hierfür gelten die tiefverwurzelte traditionelle Volksfrömmigkeit in Italien und das fehlende Engagement des Episkopats in der Bewegung.
Gewisse italienische Vorläufer lassen sich bereits im 18. Jahrhundert finden: Hierzu zählen die controversia di Crema über die Austeilung der Kommunion während der heiligen Messe (1737–1742), die Synode von Pistoia (1786), die Studien von Giuseppe Tomasi di Lampedusas (1649–1713) und Ludovico Antonio Muratoris sowie im 19. Jahrhundert diejenigen Antonio Rosminis (Delle cinque piaghe della santa Chiesa, 1848), der besonders die scharfe Trennung von Volk und Klerus kritisierte. Im frühen 20. Jahrhundert trat besonders der Bischof von Ivrea, Matteo Angelo Filipello, mit einem Pastoralbrief (La liturgia parrocchiale, 1914) hervor. Im Bistum Cremona setzte sich Bischof Geremia Bonomelli 1913 (Pastoralbrief La Chiesa) dafür ein, dass die Gläubigen das Messordinarium singen und verstehen können. Die Bemühungen zielt indessen nicht auf Reform, sondern auf Erziehung zum besseren Verständnis der Messe. Benediktinisch inspiriert waren die Bemühungen des Erzbischofs von Mailand, Ildefonso Schusters.
Als eigentlicher Startpunkt der liturgischen Bewegung in Italien kann erst das Jahr 1914 gelten; in diesem Jahr gaben die Mönche der Benediktiner-Abtei Santa Maria di Finalpia erstmals die Rivista liturgica unter der Leitung von Emanuele Caronti heraus. Ihr besonderes Augenmerk lag darauf, in Italien erstmals wieder das theologische Fundament der Liturgie freizulegen. Dies mündete in folgende konkrete Maßnahmen: Die Herz-Jesu-Missionare in Rom publizierten das foglietto della domenica, das den Gläubigen die Teilnahme an der Messe besser erklären sollte. In Genua veröffentlichte die Commenda di San Giovanni di Pré, zurückgehend auf erste Versuche Giacomo Moglias im Jahr 1912, seit 1915 Umschreibungen der Gebetstexte der Messe, die sich besonders an die Jugend richteten. Schließlich fand 1934 in Genua der erste liturgische Kongress Italiens statt. Um die liturgische Bildung machten sich in dieser Zeit besonders auch Francesco Tonolo (durch Volksmissale) und die Gioventù Femminile di Azione Cattolica verdient. Zuletzt ist noch der Einfluss der Opera della regalità di N.S.G.C., gegründet 1928 von Agostino Gemelli, zu nennen, die zwischen 1931 und 1945 wöchentlich mit den Broschüren La Santa Messa per il popolo italiano das liturgische Verständnis zu erhöhen versuchte. Organisatorisch kristallisierten sich feste Strukturen erst nach dem Zweiten Weltkrieg mit der Gründung des Centro di Azione Liturgica in Parma, nur einen Monat nach der Veröffentlichung der Enzyklika Mediator Dei, heraus.

#### Vereinigte Staaten: St. John’s Abbey in Collegeville
In den Vereinigten Staaten war der Wirkungsgrad der liturgischen Bewegung ebenfalls von Anfang an beschränkt. Der durchschnittliche Katholik wusste dort über die liturgische Bewegung nicht mehr, als dass es sich hierbei um eine „Splittergruppe“ von Priestern und einigen engagierten Laien handelte, die besonders in monastischem Umfeld tätig waren; das wichtigste Zentrum der Bewegung war St. Johns Abbey in Collegeville (Minnesota) unter Dom Virgil Michel und Godfrey Diekman. Als ihre beiden Hauptziele galten eine breitere Nutzung der Volkssprache, die Dialogmesse sowie ein großes Interesse am gregorianischen Choral und einigen archaischen liturgischen Praktiken. Die Liturgiereform kann in den Vereinigten Staaten deshalb weder als eine Bewegung der Kirchenbasis betrachtet werden, noch war die Liturgiereform ein vordringliches Ziel der kirchlichen Hierarchie.

#### Deutschland nach dem Zweiten Weltkrieg: Konkrete Schritte zu Reformen
Die liturgische Bewegung war vor allem in Deutschland auch Kritik ausgesetzt. Die deutschen Bischöfe gründeten deshalb zur Untersuchung der liturgischen Bewegung eine Kommission unter Leitung des Bischöfe Albert Stohr und Simon Konrad Landersdorfer.
In konkrete Reformschritte erwuchsen die Forderungen der liturgischen Bewegung schließlich durch die akademische Aufarbeitung in Deutschland. Der Relator des Coetus X zur Reform des Ordo Missae innerhalb des Consiliums zur Umsetzung der Konzilsbeschlüsse ab 1964, Johannes Wagner merkte 1982 an,

„daß […] über der Meßreform des Zweiten Vatikanischen Konzils für immer der Name stehen muß: Josef Andreas Jungmann.“

Die ersten Treffen mussten stets unter großen Vorsichtsmaßnahmen stattfinden. Als Startpunkt gilt ein Treffen vom 1. bis 3. Januar 1948 in Kloster Banz. Zu diesem hatte der Schriftleiter der römischen Zeitschrift Ephemerides liturgicae, Annibale Bugnini, eingeladen. Bugnini übersandte am 28. Januar 1948 mehreren Mitarbeitern der Zeitschrift, unter ihnen Theodor Klauser, vier Fragen in einem vertraulichen Schreiben und forderte Stellungnahmen zur Reform des Breviers, des Kalenders, des Martyrologiums und zur Reform aller liturgischen Bücher an. Dieses erste Treffen in Kloster Banz stellte eine Reform des Breviers in den Mittelpunkt. Bei dieser Gelegenheit bat man ferner Jungmann „in aller Stille“ darum, das bei der Erstellung seines monumentalen Opus magnum, Missarum sollemnia (1948), gesammelte Wissen in eine Diskussionsgrundlage zu einer konkreten Messreform zu destillieren.

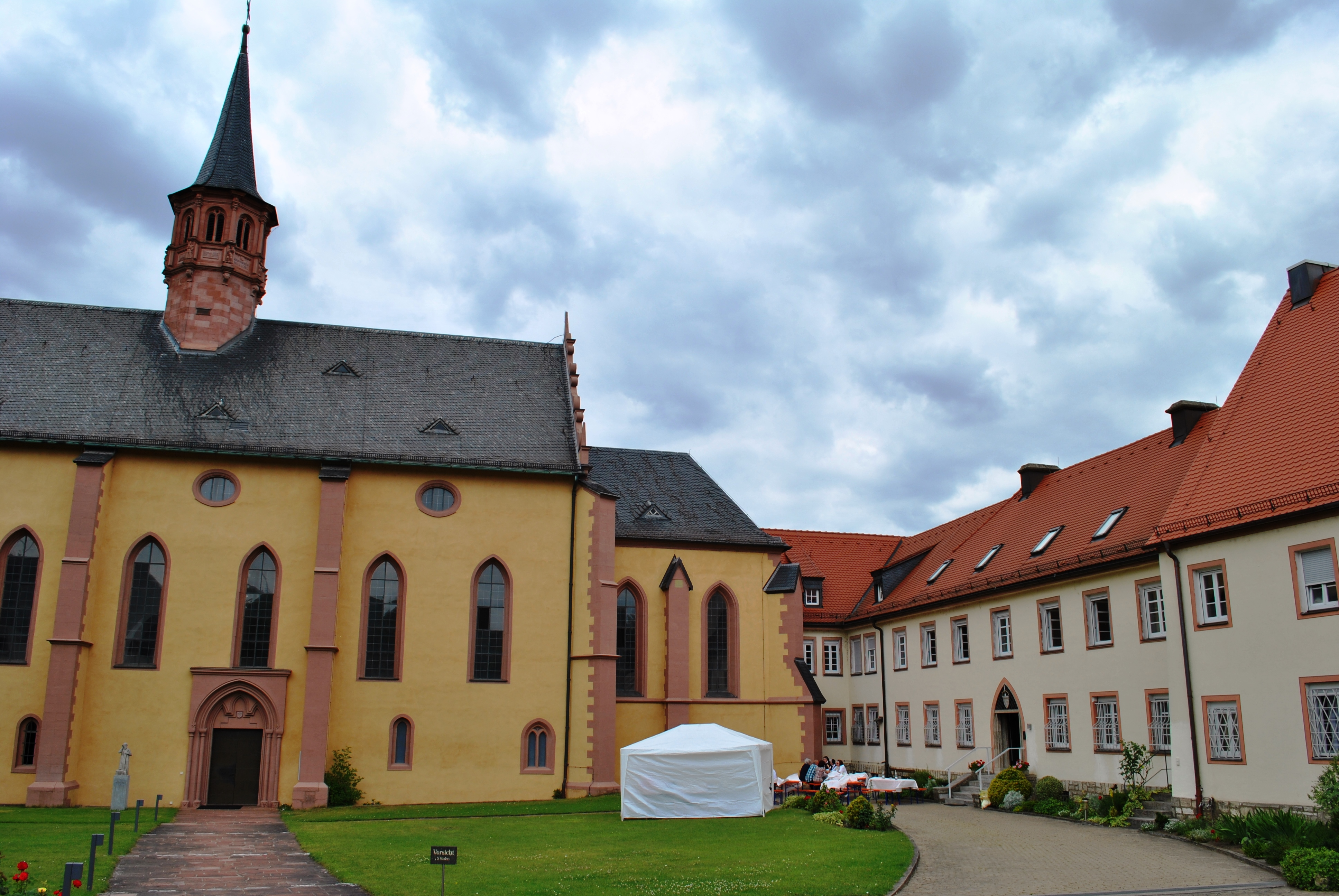
Kloster Himmelspforten

Im Bad Homburger Dreikaiserhof konnte Jungmann schließlich vom 29. November bis zum 2. Dezember 1949 seine Vorschläge unterbreiten:

„Vielleicht könnte die Vormesse an den Sedilien stattfinden. Die Opferhandlung sollte sich abheben vom Lesungsteil, der Einschnitt von Kanon und Paternoster erkennbar werden. Alle Einzelteile müßten stärker ihre Funktion erfüllen. Zum Beispiel müßten die Lesungen […] bereichert werden. […] Nach den Lesungen wäre das Allgemeine Gebet wieder einzusetzen […] Mit Leichtigkeit könnte der Sinn des Offertoriums deutlicher gemacht werden. Jetzt erst dürfte der Kelch zum Altar gebracht werden, der Gedanke des gratias agere mehr zur Geltung kommen. […] Für den Sonntag müßten mehrere Präfationsformulare zur Verfügung stehen. . Der Kanon dagegen könnte gekürzt werden […] Die Heiligennamen im Kanon müßten revidiert werden, die Schlußdoxologie am Ende des Kanons hervorgehoben werden. Die Kommunionausspendung könnte ohne Confiteor, Misereatur und Indulgentiam erfolgen, doch sollte das Ecce Agnus […] bewahrt werden. […] Ferner könnte zu Beginn der Messe der Psalm Judica auf den wirklichen Akzeß eingeschränkt werden. Die Messe selbst begänne am Altar mit einem tiefen Sichverbeugen vor Gott. Die Offertorialgebete könnten verkürzt werden. […]“

Es folgte eine zweite Sitzung „bei verschlossenen Fenstern und Türen“ im Exerzitienhaus Himmelspforten bei Würzburg vom 12. bis zum 14. Dezember 1950. Nach einem Treffen des Liturgischen Instituts in Trier mit dem Pariser Centre de Pastorale Liturgique in Luxemburg ergaben sich einige Kernpunkte, Jungmanns „Traum im Herzen“, die beim internationalen liturgischen Studientreffen in Maria Laach vom 12. bis zum 15. Juli 1951 vorgestellt und in der Herder Korrespondenz veröffentlicht wurden. Die Ritenkongregation, besonders Joseph Löw, nahm diese Vorschläge wohlwollend auf.

### Internationale Liturgische Studientreffen (1950–1960)
Die ersten informellen Treffen erstarkten bald zur festeren organisatorischen Gestalt der Internationalen Liturgischen Studientreffen; getreu dem Grundsatz, dass „[e]in deutsches Votum auf dem Gebiet der Liturgie […] nur dann Erfolg [hat], wenn es von Frankreich geteilt wird“, bildeten die deutsche und französische Liturgiewissenschaft das Rückgrat der wissenschaftlichen Vorbereitung des späteren Konzilstexte. Aus dieser Kooperation entstanden, neben einigen anderen, sieben Internationale Liturgische Studientreffen:
1. eine Freundschaftsbegegnung in Luxemburg vom 23. bis 24. Juli 1950,[22]
2. das Erste Internationale Liturgische Studientreffen in Maria Laach vom 12. bis 15. Juli 1951,[22]
3. das Zweite Internationale Liturgische Studientreffen auf dem Odilienberg vom 20. bis 24. Oktober 1952,[22]
4. das Dritte Internationale Liturgische Studientreffen in Lugano vom 14. bis 18. September 1953,[22]
5. das Vierte Internationale Liturgische Studientreffen in Löwen vom 12. bis 15. September 1954,[22]
6. das Fünfte Internationale Liturgische Studientreffen auf dem Pastoralliturgischen Kongress von Assisi vom 14. bis 17. September 1956,[22]
7. das Sechste Internationale Liturgische Studientreffen in Montserrat vom 8. bis 12. September 1958,[22]
8. die Trierer Ausstellung vom Heiligen Rock 1959,[22]
9. Treffen in Nimwegen und Eichstätt 1960,[22]
10. das Siebente Internationale Liturgische Studientreffen in München vom 20. Juli bis zum 3. August 1960.[22]

### Mediator Dei(1947)

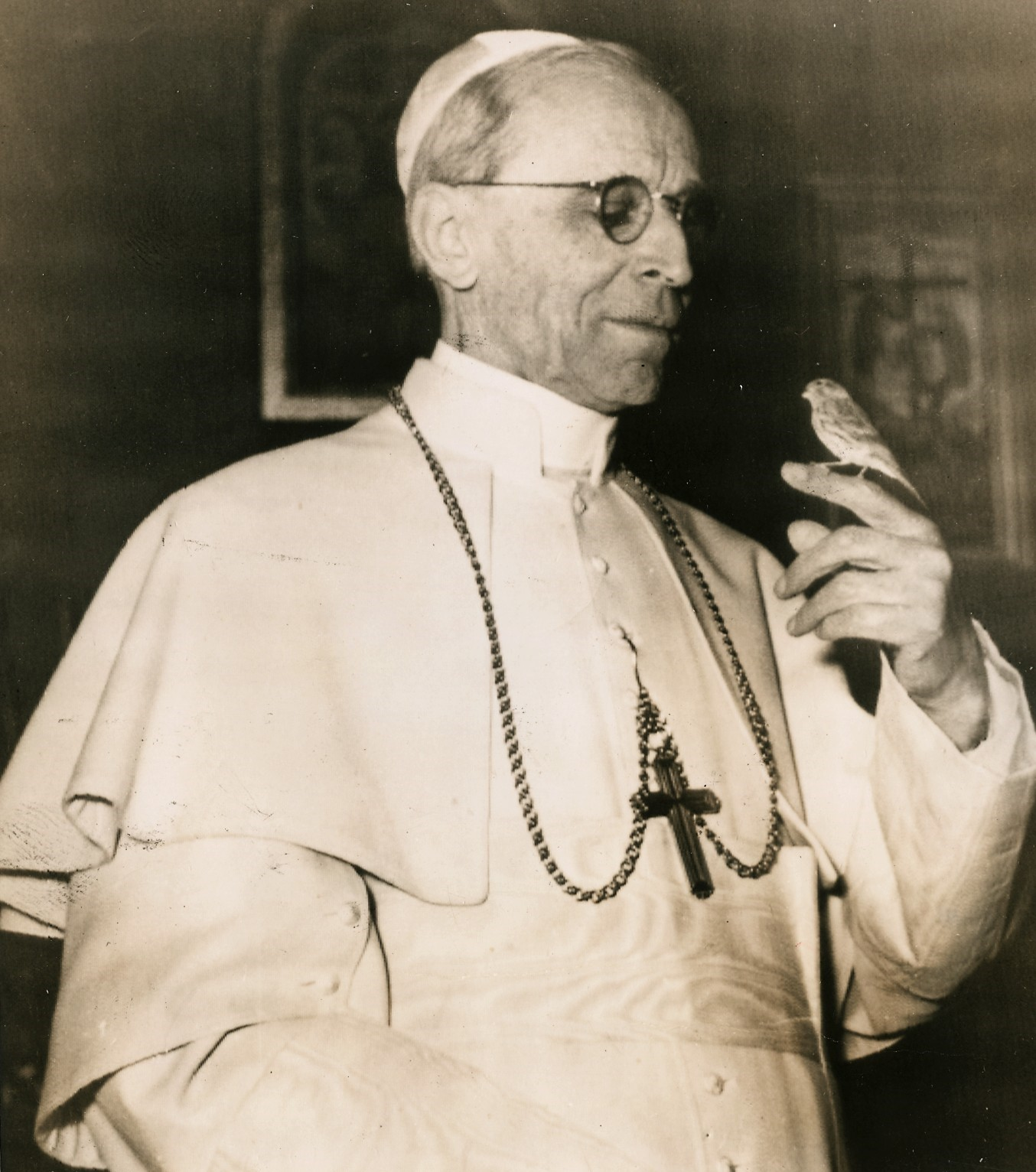
Papst Pius XII.

Wegen ihrer praktischen Erfahrungen in der katholischen Jugendbewegung hatte die Liturgische Bewegung nach dem Zweiten Weltkrieg großen Anteil an der Entstehung der (ersten) eigens der Liturgie gewidmeten Enzyklika Mediator Dei von Papst Pius XII.
Sie entwickelte die Grundsätze, auf denen die gesamte katholische Liturgiereform des 20. Jahrhunderts beruht:
1. Wahrhaftigkeit der heiligen Zeichen, namentlich beim zeitlichen Ansatz der Feiern (z. B. die Osternacht nicht länger am Karsamstagvormittag);
2. liturgierechtliche Berücksichtigung der tätigen Teilnahme des ganzen Volkes Gottes;
3. die Erneuerung besteht nicht in der Restauration einer bestimmten Phase der Liturgieentwicklung (etwa der Zeit Papst Gregors d. Gr.), sondern greift auf den ganzen Schatz des gottesdienstlichen Lebens der Kirche zurück, indem sie weniger gelungene Erfindungen beseitigt und zu Unrecht vergessene wichtige Symbolhandlungen wieder einführt.

Die Enzyklika hatte sowohl ein pastorales als auch ein theologisches Anliegen. In pastoraler Hinsicht ging es vor allem darum, die Gärungen der liturgischen Bewegung einzufangen und zu kanalisieren. In theologischer Hinsicht drang der Papst vor allem darauf, die Liturgie nicht nur als einen äußeren, formalen Akt zu betrachten, der rubrizistisch korrekt rite et recte zu vollziehen war. Vielmehr seien diese Riten zutiefst theologisch durchdrungen:

„Sacra igitur Liturgia cultum publicum constituit, quem Redemptor noster, Ecclesiae Caput, caelesti Patri habet; quemque christifidelium societas Conditori suo et per ipsum aeterno Patri tribuit; utique omnia breviter perstringamus, integrum constituit publicum cultum mystici Iesu Christi Corporis, Capitis nempe membrorumque eius.“

„Die heilige Liturgie bildet folglich den öffentlichen Kult, den unser Erlöser, das Haupt der Kirche, dem himmlischen Vater erweist und den die Gemeinschaft der Christgläubigen ihrem Gründer und durch ihn dem Ewigen Vater darbringt; um es zusammenfassend kurz auszudrücken: sie stellt den gesamten öffentlichen Gottesdienst des mystischen Leibes Jesu Christi dar, seines Hauptes nämlich und seiner Glieder.“

Theologischer Ausgangspunkt der heiligen Messe ist also das Priestertum Jesu Christi. Seine eigene priesterliche Vermittlung an Gott Vater während der Fülle der Zeit setzt sich somit in der von Christus gegründeten Kirche und ihrer Liturgie fort in doppelter Zielrichtung: Zunächst in der Anbetung und Verherrlichung Gottes und der Verkündung seiner Größe und Herrlichkeit und sodann – sakramental – in der Heiligung der Menschen.

„Quapropter in omni actione liturgica una cum Ecclesia praesens adest divinus eius Conditor.“

„Deshalb ist in jeder liturgischen Handlung zugleich mit der Kirche ihr göttlicher Stifter zugegen.“

Die Enzyklika greift daneben auch die participatio actuosa aus Tra le sollecitudini wieder auf. Sie differenziert diese Teilnahme aus in drei Aspekten:
1. äußerlich: dies meint die äußerliche Teilnahme, also Anwesenheit,
2. innerlich: dies meint die innere Disposition durch die fromme Andächtigkeit von Herz und Seele, und
3. sakramental.[1]

Pius XII. ließ mit dem Motu Proprio In Cotidianis Precibus am 24. März 1945 auch eine – nur kurz genutzte und insgesamt wenig erfolgreiche – neue Übersetzung des Psalters für das Brevier vom Hebräischen ins Lateinische zu, die näher am klassischen Latein sein sollte als das Spätlatein der bisher genutzten Übersetzung in der Vulgata.
Schon 1946 setzte dieser eine Kommission mit acht Mitgliedern, die sog. Commissio Piana, zur Erneuerung der katholischen Liturgie ein. Sie nahm ihre Tätigkeit 1948 unter dem Sekretär Annibale Bugnini auf und gab noch im gleichen Jahr das Grundsatzpapier Memoria sulla Riforma liturgica heraus.

### Reform der Heiligen Woche durch PiusXII. (1951–1956)
Bereits 1951 wurde die Ostervigil durch das Dekret De solemni vigilia paschali instauranda, am 16. November 1955 die gesamte Karwoche durch Maxima redemptionis reformiert. Eine weitere kleine Änderung ergab sich aus der Zulassung von Abendmessen und der damit verbundenen Herabsetzung der Anforderungen an die eucharistische Nüchternheit durch Christus Dominus von 1953. Mit Cum hac nostra aetate und De musica sacra et sacra liturgia führte Pius XII. ferner kleinere Reformen des Breviers und der Rubriken des Messbuchs sowie der Kirchenmusik (Zulassung von Liedern in der Volkssprache in Ausnahmefällen) durch.

### Codex rubricarum(1960) undeditio typicadesBreviersundMissales(1961/62) durch JohannesXXIII.
Eine weitere bedeutende Veränderung war die durch Papst Johannes XXIII. vorgenommene Veröffentlichung des unter Pius XII. vorbereiteten Codex Rubricarum am 27. Juli 1960. Die Neuordnung wurde jeweils allgemein, ohne Einräumung von Sonderrechten oder Ausnahmen, vorgeschrieben. Vielmehr wurden gleichzeitig alle im Römischen Ritus noch bestehenden Ausnahme- und Sonderregelungen widerrufen. Hermann Schmidt deutete deren hastige vorkonziliare Promulgation wie folgt:

„Wohl oder übel mußte man in dieser Ausgabe ein Werk sehen, das den späteren Konzilsbeschlüssen vorgreifen sollte, und es sollte sich später auch zeigen, wie wenig diese Vermutung aus der Luft gegriffen war.“

Nur ein Jahr später, am 5. April 1961, erschien eine neue editio typica des Breviers und wiederum ein Jahr hierauf am 23. Juni 1962 eine editio typica des Missale Romanum; diese sog. Liturgie von 1962 wurde im letzten vorkonziliaren Missale noch mit der Bulle Quo primum Pius V. herausgegeben.

## Zweites Vatikanisches Konzil:Sacrosanctum Concilium(1963)

### Entstehungsgeschichte

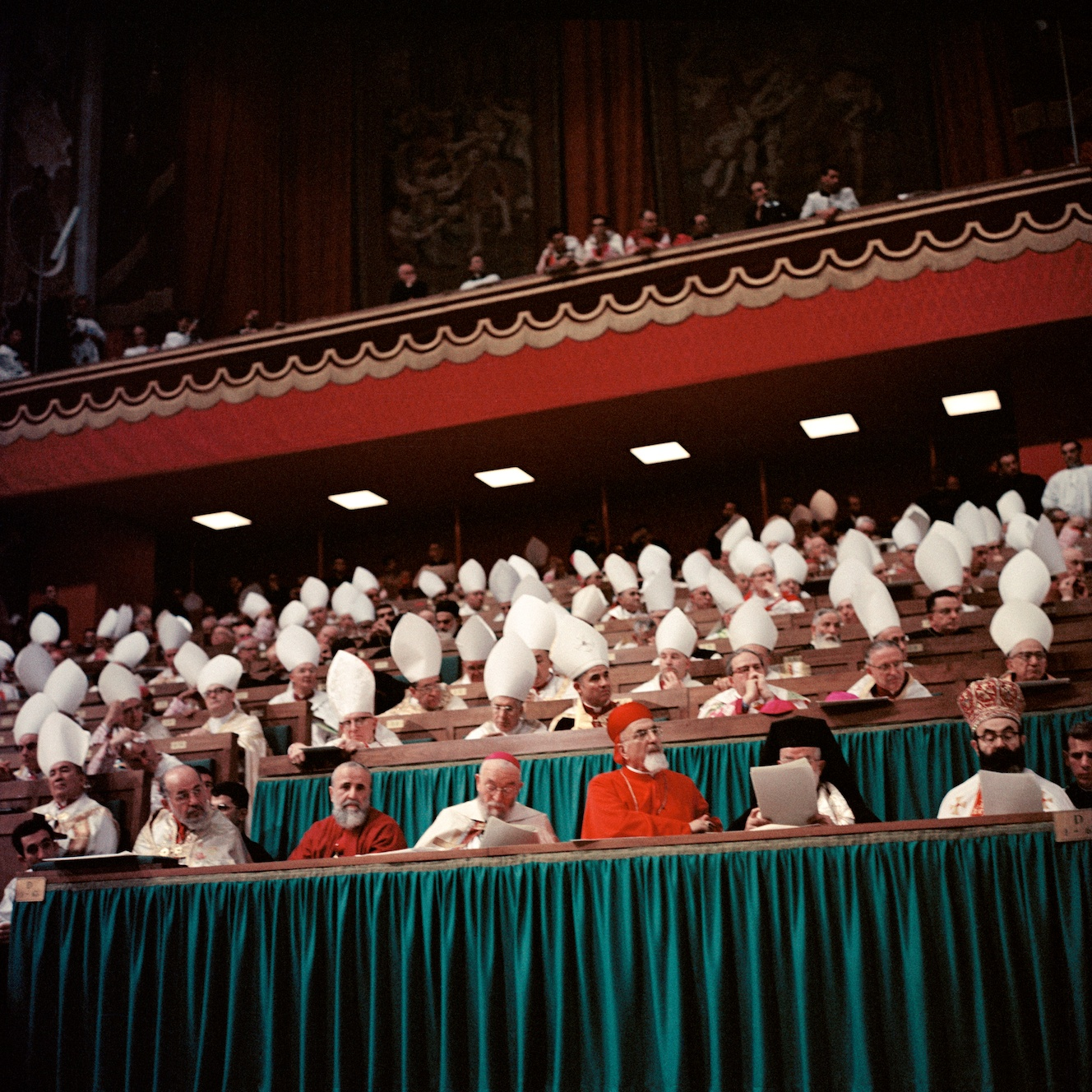
Konzilsväter während des 2. Vatikanischen Konzils

Aus der von Papst Pius XII. eingesetzten Kommission ging 1959 die Vorbereitungskommission für die Liturgiekonstitution des Zweiten Vatikanischen Konzils hervor. Wegen der gründlichen Vorarbeiten entging deren Entwurf, der 1962 vom zuständigen Kardinal Gaetano Cicognani nur wenige Tage vor seinem Tod unterzeichnet wurde, dem Schicksal anderer über 70 kurialer Entwürfe, die von den versammelten Konzilsvätern als unbrauchbar abgelehnt wurden. Der Liturgie-Entwurf hingegen fand allgemeine Zustimmung.
Am 4. Dezember 1963 konnte die Liturgiekonstitution Sacrosanctum Concilium (gebräuchliche Abkürzung: SC) als erstes Dokument des 2. Vatikanums veröffentlicht werden. Gegenstand der damit beschlossenen „allgemeinen Erneuerung der Liturgie“ (SC 21) ist der gesamte Gottesdienst der Kirche:
1. die Eucharistiefeier (heilige Messe),
2. die übrigen Sakramente und die Sakramentalien,
3. das Tagzeitengebet,
4. der Kalender, die Feste und Festzeiten,
5. die Kirchenmusik und die sakrale Kunst.

Das Konzil war im Zeitalter einer auf allen Kontinenten vertretenen katholischen Kirche vom Erfordernis der von ihm fortgesetzten Liturgiereform fest überzeugt: die Konstitution Sacrosanctum Concilium wurde am 4. Dezember 1963 in Öffentlicher Sitzung von den Konzilsvätern mit 2147 („placet“) gegen lediglich 4 („non placet“) Stimmen angenommen und von Papst Paul VI. promulgiert. Im Geist und nach den Grundsätzen dieser Liturgiekonstitution wurden in den Folgejahren – wie verlangt zügig (quam primum: SC 25) – die liturgischen Ordnungen und Bücher des Römischen Ritus, darunter das Missale Romanum, erneuert und durch die Päpste, von Paul VI. bis Johannes Paul II., amtlich veröffentlicht.
Sacrosanctum Concilium versuchte, die Ansichten verschiedener „Lager“ innerhalb des Konzils miteinander in Ausgleich zu bringen. Seine Zielsetzung war deshalb eine doppelte, einerseits die Bewahrung aller geltenden Riten, andererseits ihre vorsichtige Durchsicht auf Reformbedarf für die Menschen der Gegenwart:

“Traditioni denique fideliter obsequens, Sacrosanctum Concilium declarat Sanctam Matrem Ecclesiam omnes Ritus legitime agnitos aequo iure atque honore habere, eosque in posterum servari et omnimode foveri velle, atque optat ut, ubi opus sit, caute ex integro ad mentem sanae traditionis recognoscantur et novo vigore, pro hodiernis adiunctis et necessitatibus, donentur.”

„Der Überlieferung treulich gehorsam, erklärt das Heilige Konzil schließlich, dass die Heilige Mutter Kirche allen rechtlich anerkannten Riten gleiches Recht und gleiche Ehre zuerkennt, dass sie diese Riten in Zukunft erhalten und in jeder Weise fördern will, und es ist ihr Wunsch, dass sie, soweit es nottut, behutsam von Neuem, gemäß dem Geist gesunder Überlieferung geprüft, für die heutigen Bedingungen und Bedürfnisse mit neuer Kraft begabt werden.“

### Liturgie- und Kirchenverständnis
Die Art und Weise, wie sich das Konzil der Liturgie näherte, war indessen sehr verschieden von den bisherigen Ansätzen, indem sie von den verschiedenen Formen der Teilnahme an ihr – äußerlich/innerlich und öffentlich/privat – ausging. Die konziliarische Definition der Liturgie erinnert stark an das doppeldimensionale, latreutisch-sakramentale Liturgieverständnis aus Mediator Dei und definiert sie als öffentlichen Kult der Gesamtkirche:

“Mit Recht gilt also die Liturgie als Vollzug des Priesteramtes Jesu Christi; durch sinnenfällige Zeichen wird in ihr die Heiligung des Menschen bezeichnet und in je eigener Weise bewirkt und vom mystischen Leib Jesu Christi, d. h. dem Haupt und den Gliedern, der gesamte öffentliche Kult [Hervorhebung nicht im Original] vollzogen. Infolgedessen ist jede liturgische Feier als Werk Christi, des Priesters, und seines Leibes, der die Kirche ist, in vorzüglichem Sinn heilige Handlung, deren Wirksamkeit kein anderes Tun der Kirche an Rang und Maß erreicht.
In der irdischen Liturgie nehmen wir vorauskostend an jener himmlischen Liturgie teil, die in der heiligen Stadt Jerusalem gefeiert wird, zu der wir pilgernd unterwegs sind, wo Christus sitzt zur Rechten Gottes, der Diener des Heiligtums und des wahren Zeltes. In der irdischen Liturgie singen wir dem Herrn mit der ganzen Schar des himmlischen Heeres den Lobgesang der Herrlichkeit. In ihr verehren wir das Gedächtnis der Heiligen und erhoffen Anteil und Gemeinschaft mit ihnen. In ihr erwarten wir den Erlöser, unseren Herrn Jesus Christus, bis er erscheint als unser Leben und wir mit ihm erscheinen in Herrlichkeit.”

Neben diesem Einfluss ist auch deutlich der Einfluss der Mysterientheologie Odo Casels durch die häufige Erwähnung des Pascha-Mysteriums erkennbar. Die Liturgie ist deshalb auch stets Feier der Erlösung und Teil des göttlichen Heilsplanes mit eschatologischer Dimension:

“Wie daher Christus vom Vater gesandt ist, so hat er selbst die vom Heiligen Geist erfüllten Apostel gesandt, nicht nur das Evangelium aller Kreatur zu verkünden, die Botschaft, daß der Sohn Gottes uns durch seinen Tod und seine Auferstehung der Macht des Satans entrissen und in das Reich des Vaters versetzt hat, sondern auch das von ihnen verkündete Heilswerk zu vollziehen durch Opfer und Sakrament, um die das ganze liturgische Leben kreist. […] Seither hat die Kirche niemals aufgehört, sich zur Feier des Pascha-Mysteriums zu versammeln […]”

Die Liturgiekonstitution gilt deshalb auch als wegweisend für die später in Lumen gentium entfaltete Ekklesiologie des Konzils. Neben dieser mystisch-eschatologischen Dimension der Kirche als Gesamtheit der Engel, Heiligen und der ganzen irdischen Kirche, also des gesamten Volkes Gottes, gilt ein besonderes Augenmerk jedoch auch der konkret an einem bestimmten Ort und einer bestimmten Zeit zur Feier der Liturgie versammelten Gemeinde. In der versammelten Ortskirche kristalliert gleichsam die Universalkirche.
Die Liturgie versteht Sacrosanctum Concilium deshalb als „hierarchisch[e] und gemeinschaftlich[e] Handlung“ (SC 26–32). Den verschiedenen Teilnehmern werden klar abgegrenzte Aufgaben im Gottesdienst zugewiesen, um die Kirche in ihrer organisch gegliederten Einheit (das „Volk Gottes, geeint und geordnet unter den Bischöfen“) deutlicher darzustellen; dabei soll ein jeder „in der Ausübung seiner Aufgabe nur das und all das tun, was ihm aus der Natur der Sache und gemäß den liturgischen Regeln zukommt“ (SC 28). Auch die liturgischen Aufgaben von Laien, also Ministranten, Lektoren, Kommentatoren und Mitgliedern der Kirchenchöre, sind deshalb ein vollwertiger liturgischer Dienst (SC 29).

### Erneuerte liturgische Bücher (SC 25) und Leseordnung (SC 35 u. 51)
Das Konzil gab eine zügige (quam primum; SC 25) Veröffentlichung der erneuerten liturgischen Bücher in Auftrag. Es erkannte zu, dass der Aspekt der Anbetung und Verherrlichung durch belehrende und katechetische ergänzt wird:

“Etsi sacra Liturgia est praecipue cultus divinae maiestatis, magnam etiam continet populi fidelis eruditionem.”

„Obwohl die heilige Liturgie vor allem Kult der göttlichen Majestät ist, birgt sie doch auch viel Belehrung für das gläubige Volk in sich.“

Ein weiteres Hauptanliegen der Erneuerung war deshalb, dass „den Gläubigen […] die Schatzkammer der Bibel weiter aufgetan“ werde (SC 51). Deshalb wurde eine neue, dreijährige Leseordnung für den Wortgottesdienst der Messfeier erarbeitet; bis dahin galt ein einjähriger Zyklus. An den Sonntagen gibt es heute zwei Lesungen neben dem Evangelium gegenüber einer in der sogenannten tridentinischen Messe. Viele Wochentage haben heute eine eigene Leseordnung, während vorher Votivmessen gelesen oder die Texte des vorausgegangenen Sonntags wiederholt wurden. Insgesamt werden innerhalb des dreijährigen Zyklus 12.000 der 35.000 einzelnen Bibelverse gelesen, bis auf das Buch Obadja sind alle biblischen Bücher berücksichtigt. Diese Werte sind um ein Vielfaches höher als in der früheren einjährigen Leseordnung. Las man zuvor, in der sogenannten tridentinischen Messe, nur ein Prozent des Alten und 17 Prozent des Neuen Testamentes, so gelangen seit der Liturgiereform 14 Prozent der alttestamentlichen und 71 Prozent der neutestamentlichen Texte zum Vortrag.

### Gottesdienstsprachen (SC 36)
Hinsichtlich der Sprachen, in denen künftig katholischer Gottesdienst zu feiern ist, wünschte das Zweite Vatikanische Konzil ausdrücklich den weiteren Gebrauch der lateinischen Sprache im Römischen Ritus, „soweit nicht Sonderrecht entgegensteht“, und anerkannte zugleich, dass „nicht selten der Gebrauch der Muttersprache für das Volk sehr nützlich sein kann“ (SC 36). Ferner bestimmte es als vorausgehende Generalregel, dass die liturgischen Texte so zu gestalten seien, dass das christliche Volk sie „möglichst leicht“ erfassen und mitfeiern könne (SC 21; Tätige und bewusste Teilnahme). Für die „mit dem Volk gefeierten Messen“ wurde der Gebrauch der Muttersprachen zugestanden, „besonders in den Lesungen und im Allgemeinen Gebet sowie je nach den örtlichen Verhältnissen in den Teilen, die dem Volk zukommen. Es soll jedoch Vorsorge getroffen werden, daß die Christgläubigen die ihnen zukommenden Teile des Meßordinariums auch lateinisch miteinander sprechen oder singen können.“ (SC 54)
Die Formulierung wurde allgemein als moderater Kompromiss wahrgenommen. Noch in den Vorbereitungskommissionen (Commissio Ante-Praeparatoria für den Weltepiskopat) hatte es für die Vorlesungen in Seminaren, theologischen Fakultäten viel weitergehende Forderungen zur Belebung der lateinischen Sprache gegeben, die durch die apostolische Konstitution Veterum sapientia jedoch früh obsolet wurden. Die Konstitution wurde insbesondere von moderaten Kräften sehr kritisch gesehen. Zum vorbereitenden Schema der Liturgie-Konstitution äußerte sich deshalb der eher moderate Joseph Höffner:

„Die Argumente, die in der Frage der liturgischen Sprache bisher von den Konzilsvätern beigebracht wurden, sind nicht aus der Offenbarung, sondern aus der Geschichte, aus der Soziologie oder aus der Psychologie geschöpft. Diesen Argumenten kann man keine theologische oder dogmatische Qualität zubilligen […] Theologisch und dogmatisch kann es mehrere liturgische Sprachen in der Kirche Christi geben […] Was das Schema bezüglich der Volkssprachen vorschlägt, ist sehr moderat und intendiert nicht, die lateinische Sprache abzuschaffen […]“

Ähnlich empfand auch der traditionalisch-konservative Alfons Maria Stickler die Formulierung als tragbaren Kompromiss zwischen verschiedenen Extrempositionen, der deshalb zu Beginn des Konzils schnell Einigung erzielen konnte:

„Als das Thema der Kultsprache in der Konzilsaula diskutiert wurde und zwar durch einige Tage, verfolgte ich den ganzen Fortgang mit großer Aufmerksamkeit, wie nachher auch die verschiedenen Formulierungen in der Liturgiekonstitution bis zur endgültigen Abstimmung. Erinnere mich noch sehr gut, wie nach einigen radikalen Vorschlägen sich ein sizilianischer Bischof erhob und die Väter beschwor, in diesem Punkt Vorsicht und Einsicht walten zu lassen, da sonst die Gefahr bestehe, daß die ganze Messe in der Volkssprache gehalten werde, woraufhin die ganze Konzilsaula in schallendes Gelächter ausbrach.“

### Konzelebration (SC 57–58)
Das Konzil wollte nach ostkirchlichem Vorbild die Konzelebration, also die gemeinsame Feier mehrerer Priester an einem Altar, wieder zulassen; hierzu sollte ein eigener Konzelebrationsritus geschaffen werden (SC 58). Diese Erlaubnis bezog sich zunächst auf (SC 57 § 1 Nr. 1):
1. die Messe der Chrisamweihe und die Abendmahlsmesse am Gründonnerstag.
2. die Messen bei Konzilien, Bischofszusammenkünften und Synoden.
3. die Messe bei der Abtsweihe.

Im Übrigen stehe die Entscheidung über die Konzelebration dem Ortsbischof in folgenden Fällen zu (SC 57 § 1 Nr. 2):
1. die Konventmesse und die Hauptmesse in Kirchen, wenn das „geistliche Wohl der Christgläubigen“ keine Einzelzelebration gebiete;
2. Messen bei den verschiedenartigen Zusammenkünften von Welt- und Ordenspriestern.

Das Recht zur Einzelzelebration blieb unangetastet, soweit es nicht gleichzeitig mit einer Konzelebration in derselben Kirche und am Gründonnerstag zusammenfiel.

### Begründung der neuen Messordnung (SC 50)
Das Konzil wünschte sowohl die Aufwertung älterer Traditionen als auch einen pastoralen, kommunikativeren Gebrauch des römischen Ritus. Die Überarbeitung der Messordnung (Ordo missae) erfolgte daher im ausdrücklichen Auftrag der Konzilsväter (SC 50), die auch die Ziele vorgaben:
1. „daß der eigentliche Sinn der einzelnen Teile und ihr wechselseitiger Zusammenhang deutlicher hervortreten“ und
2. „die fromme und tätige Teilnahme der Gläubigen erleichtert werde“ (ebd.).

Dies fand seinen Ausdruck in dem Bestreben, mehr Klarheit und Einfachheit in der liturgischen Abfolge zu schaffen, eine größere Vielfalt der liturgischen Texte (teils älteren Traditionen entnommen) zu erreichen sowie mehrere Eucharistische Hochgebete (unter Beibehaltung des Canon Romanus als Erstes Hochgebet) zuzulassen.

### Stundengebet (SC 83–101)
Gemäß SC 89 sollten Laudes und Vesper als Angelpunkte des Stundengebets in besonderer Weise auch als solche hervortreten. Die Matutin sollte nur noch im Chorgebet als Nachtgebet erhalten bleiben, im Übrigen sinnvoll auch zu anderen Zeiten gebetet werden können; ihr Umfang sollte reduziert werden. Die Prim sollte schließlich völlig entfallen. Für das Chorgebet sollten Terz, Sext und Non erhalten bleiben, außerhalb dessen jedoch eine dieser sog. kleinen Horen jedoch lediglich eine zur Tageszeit passende ausgewählt werden können.

### Liturgischer Kalender (SC 102–111)
Das Konzil ordnete ferner eine Reform des liturgischen Kalenders unter Wahrung der überlieferten Gewohnheiten und Ordnungen an. Wichtigste Kriterien dieser Reform sollte der Vorrang des Sonntags und der Herrenfeste sein. Gleich zwei Abschnitte (SC 109 und 110) widmen sich der Fastenzeit. Die Heiligenfeste sollen gegenüber den Herrenfesten zurücktreten und der jeweiligen Ortskirche überlassen bleiben (SC 111).

## Umsetzung der Konzilsbeschlüsse: Erste Reformen durch dasConsiliumund dasAltarmessbuch(1963–1965)

### Überblick der Dekrete und Instruktionen

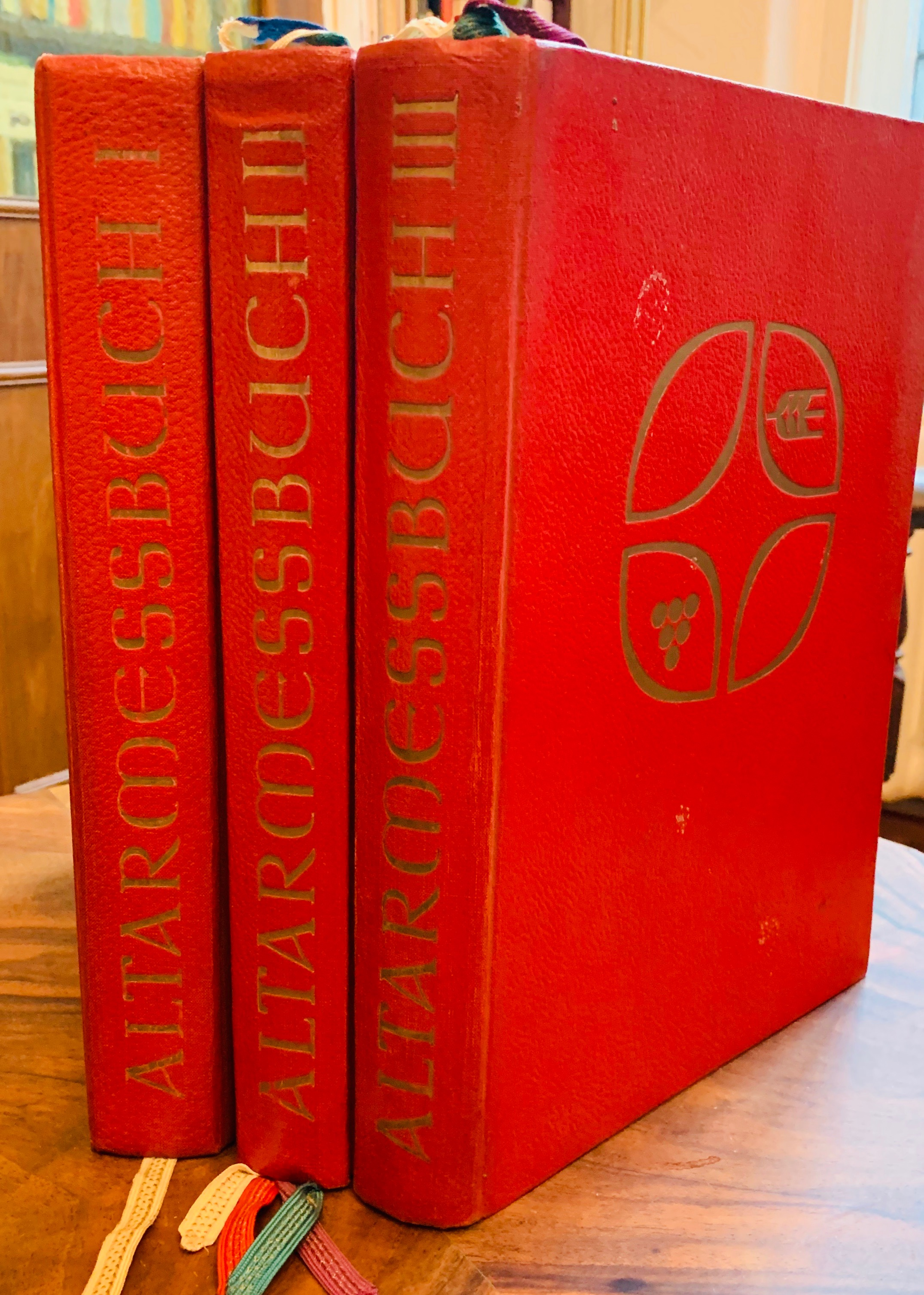
Altarmessbuch 1965

Die Heilige Ritenkongregation, die Kongregation für den Gottesdienst und die Sakramentenordnung und das Consilium zur Ausführung der Liturgiekonstitution erließen in Folge von Sacrosanctum Concilium folgende Maßnahmen:
1. Anfrage von Papst Paul VI. an das Sekretariat der Konzilskommission für die Liturgie und an den Erzbischof von Bologna, Giacomo Lercaro, zur Aufstellung eines Planes für den Aufbau eines Rates zur Ausführung der Liturgiekonstitution, das sog. Consilium ad exsequendam Constitutionem de Sacra Liturgia im Dezember 1963[36]
2. Kardinal Lercaro beauftragt daraufhin Annibale Bugnini, und am 25. Januar 1964 errichtet Paul VI. durch das motu proprio Sacram Liturgiam auch formal das Consilium, informell hatten die Mitglieder des Consiliums bereits am 15. Januar desselben Jahres zum ersten Male getagt.[36] Innerhalb des Consiliums bildete sich für den Ordo Missae ab April der sog. Coetus X.[37]
3. Decretum typicum Pauls VI. über den Gebrauch der Muttersprache in der Liturgie[37]
4. Formula pro S. Communione vom 25. April 1964: Die bisherige Formel wird abgelöst durch „Corpus Christ“ – „Amen“[38]
5. Instruktion Inter Oecumenici vom 26. September 1964:[38]
  - Von Volk oder Schola gesprochene oder gesungene Teile sowie die Lesungen müssen nicht mehr, wie bis dahin, vom zelebrierenden Priester zusätzlich privat für sich gesprochen werden;
  - Anordnung von Übersetzungen in die Volkssprache und Zulassung der Muttersprache in gewissem Umfang;
  - Abschaffung von Psalm 42 im Stufengebet, z. T. völlige Abschaffung des Stufengebets;
  - lautes Sprechen der Secreta und der Schlussdoxologie;
  - gemeinsames Sprechen des Vaterunser;
  - Spendeformel für die Kommunion „Corpus Christi“, Abschaffung des Kreuzzeichens bei der Kommunionspendung;
  - Abschaffung des Schlussevangeliums und der leoninischen Gebete;
  - Lesung, Epistel und Evangelium werden (am Ambo oder Altar) zum Volk hin gesprochen, Lesung und Epistel können von einem Laien gesprochen werden;
  - Predigt als Homilie;
  - Einführung des Allgemeinen Gebets
6. De unica interpretatione textuum liturgicorum vom 16. Oktober 1964[39]
7. Kyriale simplex vom 14. Dezember 1964[39]
8. Cantus in Missali Romano vom 14. Dezember 1964[40]
9. Variationes in Ordine Hebdomadae sanctae vom 7. März 1965[41]
10. De praefatione in Missa vom 27. April 1965: Indult für die Verwendung der Muttersprache bei den Präfationen.[41]

### Der Rat zur Ausführung der Liturgiekonstitution (sog.Consilium)

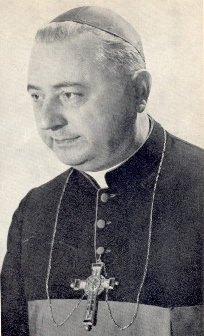
Annibale Bugnini

Ab 1964 wurde das Consilium zur Ausführung der Liturgiekonstitution tätig, um die liturgischen Bücher nach den Grundsätzen und Leitlinien des Sacrosanctum Concilium zu erneuern. Den Vorsitz hatte zunächst der Erzbischof von Bologna, Kardinal Giacomo Lercaro, inne, seit 1968 Kardinal Benno Gut OSB. Aus dem Consilium und der früheren Ritenkongregation ging 1969 die Kongregation für den Gottesdienst hervor. Sekretär des Consiliums und dann der Kongregation war Annibale Bugnini, der schon seit 1948 Sekretär der Reformkommission Pius XII. und dann der liturgischen Vorbereitungskommission für das Konzil gewesen war. Im Rahmen der vom 2. Vatikanum gewollten „allgemeinen Erneuerung der Liturgie“ wurde auch die Ordnung der Messe, des Ordo missae, wie vom Konzil angeordnet (SC 50), gründlich überarbeitet und nach der „Norm der Väter“ erneuert, und zwar nicht „mit einem Schlag“, sondern in zwei Schritten, nämlich 1965 und 1969/70.
Innerhalb des soeben genannten Consilium sollte besonders die Arbeit des Coetus X über die Messfeier unter Leitung von Johannes Wagner bedeutsam werden. Ihm gehörten daneben an: Anton Hänggi, Mario Righetti, Theodor Schnitzler, Pierre Jounel, Cipriano Vagaggini, Adalbert Franquesa, Pierre-Marie Gy und Josef Andreas Jungmann. Als „brüderliche und friedliche Geste“ nahmen als Beobachter an den Beratungen des Consiliums auch nicht-katholische Liturgiewissenschaftler anderer Konfessionen teil; dies waren: Ronald Jasper, Massey H. Shepherd, A. Raymond George, Friedrich-Wilhelm Künneth, Eugene L. Brand, Max Thurian.
Am 27. Januar 1965, noch während des Konzils, veröffentlichten das Consilium und die Ritenkongregation gemeinsam als Ersatz für die bisherige Fassung im Missale Romanum von 1962 eine deutlich überarbeitete amtliche Messordnung: Ritus servandus in celebratione missae und Ordo missae, die die entsprechenden Teile des Messbuchs Johannes’ XXIII. von 1962 rechtswirksam ersetzte:
- Ordo Missae. Ritus servandus in celebratione Missae. De defectibus in celebratione Missae occurentibus. Editio typica. Typis Polyglottis Vaticanis 1965.

Die Neuordnung („1965er-Ritus“) löste die Feier von Eröffnung und Wortgottesdienst vom Altar, gestattete u. a. erstmals die Verwendung der Volkssprache, wovon bis 1967 das Hochgebet zunächst ausgenommen war, und stellte es den Priestern allgemein frei, die heilige Messe mit dem Gesicht zur Gemeinde (versus populum) zu feiern.
Konservative Beobachter gingen davon aus, dass mit dem 1965 erreichten Reformstand der Wille der Konzilskonstitution Sacrosanctum Concilium erfüllt sei.

„Eigenart und Kernpunkt dieser Neubearbeitung ist der vollzogene Anschluss an die Liturgie-Konstitution des Konzils. Die dem lateinisch-deutschen Altarmessbuch entnommene Übersetzung erleichtert die gemeinsame Feier der Liturgie in der Muttersprache und fördert die actuosa participatio der Gläubigen. Ebenso entsprechen dem Geist der Konstitution die theologisch-liturgischen Einführungen wie die Hinweise auf das betrachtende Gebet und den rechten Empfang des Bussakraments.“

## Zweite Stufe der Umsetzung der Konzilsbeschlüsse nach 1965: Das „Zweite“Missale Romanum
Nach 1965 ergingen folgende Instruktionen:
1. Instruktion Tres abhinc annos vom 4. Mai 1967 zur ordnungsgemäßen Durchführung der Konzilskonstitution über die heilige Liturgie Sacrosanctum concilium
2. Instruktion Memoriale Domini vom 29. Mai 1969 über die Art und Weise der Kommunionspendung
3. Instruktion Liturgicae instaurationes vom 5. September 1970 zur ordnungsgemäßen Durchführung der Konzilskonstitution über die heilige Liturgie Sacrosanctum concilium
4. Instruktion Varietates legitimae vom 25. Januar 1994 zur ordnungsgemäßen Durchführung der Konzilskonstitution über die heilige Liturgie Sacrosanctum concilium Nr. 37–40
5. Instruktion Liturgiam authenticam vom 28. März 2001 zu Artikel 36

### Missale Romanumvon 1969
Zur Vorbereitung weitergehender Reformen der Liturgie hatte der Coetus X des Consiliums unter Leitung von Johannes Wagner bis 1967 seine Vorschläge und Entwürfe in einer Missa normativa vorgelegt. Diese wurde in der Sixtinischen Kapelle am 24. Oktober 1967 im Rahmen der I. Bischofssynode vom 29. September bis zum 29. Oktober 1967 den versammelten Bischöfen erstmals gezeigt und diese um ihre Stellungnahme zu einzelnen Punkten befragt.
Mit der Apostolischen Konstitution Missale Romanum vom 3. April 1969 setzte Papst Paul VI. eine von ihm selbst im Detail mitbestimmte lateinische Neuausgabe des Ordo Missae und der Institutio Generalis Missalis Romani (= Ersatz des früheren Ritus servandus in celebratione missae) in Kraft (für Details siehe Gemeindemesse).
Dabei erklärte Papst Paul VI.:

“Nostra haec autem statuta et praescripta nunc et in posterum firma et efficacia esse et fore volumus, non obstantibus, quatenus opus sit, Constitutionibus et Ordinationibus Apostolicis a Decessoribus Nostris editis, ceterisque praescriptionibus etiam peculiari mentione et derogatione dignis.”

„Unsere Anordnungen und Vorschriften sollen jetzt und in Zukunft gültig und rechtskräftig sein, unter Aufhebung jedweder entgegenstehender Konstitutionen und Verordnungen Unserer Vorgänger sowie aller übrigen Anweisungen, welcher Art sie auch seien.“

Nur drei Tage später setzte die Ritenkongregation durch Benno Gut und Ferdinand Antonelli mit dem Dekret vom 6. April 1969 (Prot. Nr. 22/969) die Allgemeine Einführung in das Römische Messbuch (Institutio generalis Missalis Romani) in Kraft. Sie ersetzte die bisherigen Rubricae generales, den Ritus servandus in celebratione und den Ritus servandus in concelebratione sowie De defectibus in celebratione Missae occurrentibus. Ihr Art. 7 definierte die Messe darin deutlich als gemeinschaftliche Handlung:

“Cena dominica sive Missa est sacra synaxis seu congregatio populi Dei in unum convenientis, sacerdote præside, ad memoriale Domini celebrandum.”

„Das Herrenmahl – die Messe – ist die heilige Synaxis oder Versammlung des gemeinsam zusammenkommenden Volkes Gottes, um unter der Leitung des Priesters das Gedächtnis des Herrn zu feiern.“

Diese Definition war in mehrerer Hinsicht bemerkenswert und bildete den theologischen Kern, der sich in vielen Einzelheiten des neuen Missale ausformte. Zum einen war die Messe nicht als Messopfer, sondern zunächst als cena, also als Mahl definiert, weiterhin war nicht die Messe heilig, sondern die Versammlung, letztlich war sie nicht Opfer des Priesters, sondern Feier der Gemeinde unter Leitung des Priesters. Diese sowohl von „Traditionalistischen“ als auch von „Progressiven“ befürwortete Deutung des Konzils bzw. der Liturgiereform als „Bruch“ mit dem bisherigen Messverständnis zeigt sich in einer Stellungnahme über „Fortschritte [der Reform] im einzelnen“ des Münsteraner Liturgiewissenschaftlers und Konsultors Emil Joseph Lengeling kurz nach Einführung des Messbuchs in Deutschland 1975:

„Aus der Allgemeinen Einführung zum Meßbuch von 1969 sei die schon in der Liturgiekonstitution (47) und in der Eucharistieinstruktion (1967) sich abzeichnende, ökumenisch tragfähige sakramentale Theologie der Meßfeier herausgehoben. Trotz der von reaktionären Angriffen erzwungenen, dank des Geschicks der Redaktoren Schlimmeres verhütenden Neufassung von 1970 führt sie – ganz im Sinne Odo Casels – aus Sackgassen nachtridentinischer Opfertheorie heraus und entspricht dem Konsens, der sich in manchen interkonfessionellen Dokumenten der letzten Jahre abzeichnet.“

### Ottaviani-Intervention 1969
Als Ottaviani-Intervention wurde ein als „kurze kritische Untersuchung“ des Ordo Missae überschriebener Text bekannt, der mit einem von den Kardinälen Alfredo Ottaviani und Antonio Bacci unterzeichneten Empfehlungsschreiben vom 25. September 1969 an Paul VI. gelangte. Der Präfekt der Glaubenskongregation, Kardinal Franjo Šeper, wies diese „Untersuchung“ am 12. November 1969 als oberflächlich und falsch zurück. Paul VI. ergänzte das Missale Romanum von 1970 gleichwohl um ein Vorwort, in dem er begründete, dass die Liturgiereform in Treue zur Überlieferung erfolge. Auch die erneuerte Form der heiligen Messe sei ein sakramentales, nicht nur symbolisches Gedächtnis des Herrn.

### Rolle Papst PaulsVI.
Papst Paul VI. gestaltete die Messordnung mit großer Intensität – anders als Papst Pius V. 1570 – persönlich mit, weil er liturgisch sehr interessiert war und um seine Verantwortung für den kirchlichen Gottesdienst wusste. Zudem beabsichtigte er, wieder zu einer verbindlichen Ordnung der Messe zu gelangen, nachdem es durch liturgische Experimente der Jahre nach 1965 beispielsweise in den Niederlanden und in Belgien mehrere hundert neu verfasste Hochgebete gab. Einige konkrete Weisungen gehen auf Papst Pauls VI. eigene Initiative zurück, z. B. die unveränderte Beibehaltung des Römischen Messkanons oder das Kreuzzeichen zu Beginn der Messe, das die ganze Messfeier unter das Zeichen Christi stellt. Anders als für viele andere Korrekturen fand die Liturgiekommission hierzu kein Vorbild in der Tradition; hier, wie u. a. bei der Deutung des „Mysterium Fidei“ (aus den Wandlungsworten) als Ruf an das Volk, hatte der Papst persönlich entschieden. Angesichts der bereits 1964 einsetzenden Kritik an der Liturgiereform betonte der Papst im Konsistorium vor den Kardinälen am 24. Mai 1976, dass die erneuerte Messordnung allgemeine Gültigkeit in der Kirche beanspruche und die ältere Form ersetzen solle. Er nahm für das neue Missale dieselbe Autorität eines Konzils in Anspruch, wie es Papst Pius V. 1570 für das Missale Romanum getan hatte, das infolge des Trienter Konzils ausgearbeitet wurde.
Die liturgische Frage im engeren Sinne, ob ein Papst eine Weisung des Konzils so intensiv und autoritär umsetzen durfte, wird von fast allen Theologen uneingeschränkt zustimmend beantwortet. Auch die Anhänger der vor 1969 gefeierten Liturgie betrachten zum größten Teil das Messbuch Papst Pauls VI. als gültig, auch wenn sie die frühere Fassung der Messordnung bevorzugen.

### Neue Hochgebete – Berücksichtigung derrömischenTradition
Mit der Neuauflage des kompletten Missale Romanum, das am 26. März 1970 erschien, trat dieses damit an die Stelle der Editio typica von 1962/65. Paul VI. gestattete neben der nur wenig veränderten Fassung des überlieferten Römischen Messkanons, der jetzt als I. Hochgebet gefasst war, drei neue Eucharistische Hochgebete. Das II. Hochgebet folgt dem Konzept der Traditio Apostolica des Hippolyt von Rom (3. Jh.), das IV. Hochgebet ist an eine ostkirchliche Anaphora antiochenischer Tradition angelehnt. Das III. Hochgebet fasst die Gehalte des Römischen Messkanons unter besonderer Berücksichtigung der christozentrischen Ekklesiologie des 2. Vatikanum neu; es wurde durch Cyprian Vagaggini OSB konzipiert. Der Entwurf eines V. Hochgebets mit noch stärkerer Annäherung an die orientalischen Anaphora, speziell der alexandrinischen Basilius-Anaphora, stieß bei der Glaubenskongregation 1967 auf Bedenken und wurde daher zurückgestellt; die drei anderen Entwürfe wurden hingegen gebilligt und amtlich veröffentlicht.
Zur Vermeidung eines „Mischritus“ wurden nur solche neuen Hochgebete approbiert, die dem Geist (ingenium) der römischen Tradition entsprachen.
Der Papst redigierte überdies die Wandlungsworte, indem ihr Text (geringfügig) der biblischen Überlieferung der Einsetzungsberichte angepasst wurde. Sie müssen aber „in jedem Hochgebet gleich“ gesprochen werden. Die neben der jetzigen Verwendung lebendiger Sprachen deutlichste Änderung besteht darin, dass die Worte „Mysterium Fidei“ („Geheimnis des Glaubens“), zuvor ein Einschub im Text, den Wandlungsworten nachgeordnet wurden und als Einleitung einer Akklamation der Gläubigen gestaltet sind. Die Gemeinde antwortet mit einer Akklamation („Ruf“), für die das Missale Romanum 2002 mehrere Varianten vorsieht, z. B.:

„Deinen Tod, o Herr, verkünden wir, und deine Auferstehung preisen wir, bis du kommst in Herrlichkeit.“

Die Erneuerung wurde unter anderem damit begründet, dass viele Texte, besonders Doppelungen, aus der Messe entfernt, neue Texte formuliert, altkirchliche, vortridentinische Texte wieder aufgenommen und bestehende Texte revidiert worden seien. Die Neuausgabe des Missale Romanum erschien 1970. Die Reform der Messe wurde mit der Erlaubnis zweier weiterer, neuer Hochgebete – „Versöhnung“, für besondere Anlässe – 1975 abgeschlossen und unmittelbar darauf weltweit durchgesetzt und akzeptiert. Nur wenige sogar der konservativen Kleriker und Laien widersetzten sich den liturgischen Neuerungen, das aber vehement. Aufgrund dieses Widerstandes erfolgte die Umsetzung des erneuerten Messbuches mit größter päpstlicher Autorität, um eine liturgisch inszenierte Kirchenspaltung zu vermeiden. In das Missale Romanum aus dem Jahr 2000, publiziert 2002, wurden die zwei Hochgebete zum Thema „Versöhnung“ von 1975, drei Hochgebete für Messen mit Kindern und vier Varianten für Hochgebete bei Messen in besonderen Anliegen (revidierte, früher sogenannte „Schweizer Hochgebete“) integriert.
Das Consilium, das von 1964 bis 1969 die Liturgiereform betreute, arbeitete Kriterien heraus, durch welche Merkmale sich die römische Tradition von den Liturgien der Ostkirchen und anderen westlicher Traditionen (ambrosianischer, gallikanischer, mozarabischer Ritus) unterscheidet.
Insbesondere die neu zu schaffenden Hochgebete sollten nach dem Wunsch des Papstes dem „römischen Genius“ entsprechen. Der typisch römische Charakter wird insbesondere durch die einmalige konsekratorische Epiklese (Herabrufung des Heiligen Geistes) unmittelbar vor dem Einsetzungsbericht (Wandlungsworte) gewahrt. Die Verlegung der Interzessionen (Bitten) in den zweiten Teil der neuen Hochgebete hat diesen eine klarere Linie und Durchsichtigkeit gegeben, also den spiegelbildlichen Aufbau des traditionellen Canon Missae (Römischer Messkanon = Hochgebet I) nicht nachgeahmt.
Das Zweite Hochgebet greift Grundgedanken des Hochgebets auf, das in der Tradition des Hippolyt von Rom (3. Jahrhundert) steht. Es ist kurzgefasst und wurde auch wegen seiner klaren „römischen“ Begrifflichkeit und Kürze im Klerus schnell akzeptiert. Das Vierte Hochgebet steht zwar in ostkirchlicher Tradition, wahrt aber die typisch römische Knappheit des liturgischen Stils. Das Dritte Hochgebet bringt die Grundgedanken der Römischen Messe insofern neu zum Ausdruck, als es den Opfercharakter der Messe gemäß der Ekklesiologie des 2. Vatikanums deutlich betont.
Alle drei neuen Hochgebete bringen Gehalte des Römischen Ritus zum Ausdruck, die im Canon Missae (Hochgebet I: „Römischer Messkanon“) weniger stark ausgedrückt werden. Sie bringen somit die gesamte Tradition der Kirche vor 1570 deutlicher zum Ausdruck, als es das tridentinische Missale Pius V. getan hatte. Joseph Ratzinger meinte: „Der völlige Uniformismus seiner Anwendung im Katholizismus war ein Phänomen allenfalls der 1. Hälfte des 20. Jahrhunderts“, nämlich seit Inkrafttreten des Kirchenrechts von 1917.

## Volkssprachliche Ausgaben desMissale Romanum:

### „Liturgischer Wildwuchs“ und das deutschsprachigeMessbuchvon 1975
Die weite Einführung der Volkssprachen in den katholischen Gottesdienst wurde von Papst Paul VI. in mehreren Schritten zwischen 1964 und 1971 gebilligt und von den Bischofskonferenzen, denen Sacrosanctum Concilium dazu eine eigene Kompetenz einräumte, mitgetragen und gefördert. Für Gegenden außerhalb des europäisch geprägten Kulturraums billigte das Konzil überdies eine behutsame Inkulturation der Liturgie. Unter Berufung darauf ist also nicht nur die instauratio (im Rahmen des römischen Typs) der Liturgie, sondern auch eine maßvolle Integration nicht-römischer und nicht-lateinischer Formen der gottesdienstlichen Verehrung möglich.
Bei Erscheinen des neuen Missale Romanum am 26. März 1970 lag noch keine Übersetzung aus dem Lateinischen ins Deutsche vor. Es durfte indessen neben der Liturgie von 1962 und dem Altarmessbuch jedoch sofort parallel verwandt werden. Für die Überbrückung bis zur Herausgabe des deutschsprachigen Messbuchs gaben die deutschsprachigen liturgischen Institute im Frühjahr 1971 acht Hefte mit dem Titel Ausgewählte Studientexte für das künftige deutsche Meßbuch heraus. Die Texte wurden in der Praxis als wenig verbindlich wahrgenommen, wohl auch, weil es sich schon äußerlich gegenüber den früheren, fest gebundenen Formaten durch eine bloße Ringbindung abhob; es entstand deshalb parallel ein großer privater Markt mit hohen Auflagen volkssprachlicher Texte zur Messfeier. Balthasar Fischer spricht von einer „Phase des liturgischen Wildwuchses“. Um diesen zurückzudrängen, wiesen die deutschen Bischöfe mit dem Erlass Ausschließliche Verwendung authentischer liturgischer Texte bei der Eucharistiefeier in den Jahren 1971/72 unter Hinweis auf die Instruktion Liturgicae instaurationes darauf hin, dass der Ersatz biblischer Lesungen durch weltliche Texte und der Einsatz nicht-approbierter Eucharistischer Hochgebete verboten sei. Im September 1975 erschien schließlich das deutsche Messbuch.
Auch in Frankreich ging die liturgische Praxis schon kurz nach dem Konzil über dessen Vorgaben, teilweise sehr weit, hinaus. Louis Bouyer, eigentlich ein großer Befürworter und Anhänger der liturgischen Bewegung, bemerkte angesichts dessen 1968 scharf: „la liturgie d’hier n’était plus guère qu’un cadavre embaumé. Ce qu’on appelle liturgie aujourd’hui n’est plus guère que ce cadavre décomposé“ („die Liturgie von gestern war kaum mehr als eine einbalsamierte Leiche. Das, was man heute Liturgie nennt, ist kaum mehr als diese Leiche im Zustand der Verwesung“).
In den Vereinigten Staaten geschah die Umsetzung der römischen Instruktionen etwas langsamer und erst ab April 1967 konnte die Messe fast vollständig auf Englisch gefeiert werden. Die amerikanischen Bischöfe schlossen hiervon lediglich die Präfation und den Kanon aus. Das Maß der liturgischen Veränderungen entsprach jedoch bis zum Erlass des neuen Missale weitgehend der Anzahl an Veränderungen, denen das Missale Pius’ V. bereits in den Jahrhunderten zuvor ohnehin schon ausgesetzt war. Die Struktur der Messe als solcher war bis zu diesem Zeitpunkt noch weitgehend unverändert. Bis November 1971 konnten sowohl die sog. alte Messe als auch der Novus Ordo in den USA nebeneinander gefeiert werden.
Eine Sonderstellung bei der Umsetzung der Liturgiereform nimmt die katholische Kirche in China ein. Die KPV setzte die Vorgaben aus Rom erst Ende der 1980er-Jahre um.

### Überarbeitung der Gesangbücher: Gotteslob 1975
Die neue Ausrichtung der Liturgie hat auch zu einer weiteren Aufwertung des Volksgesanges geführt. Zu diesem Zweck erstellten die Bischofskonferenzen und Diözesen der deutschsprachigen Länder 1975 mit dem Gotteslob ein Gesangbuch, das nicht nur als Gesangbuch, sondern vielmehr als „Rollenbuch“ der Gemeinde zu verstehen ist. Nach einem mehrere Jahre dauernden Prozess der Bearbeitung wurde im Advent 2013 eine erneuerte Form des Gotteslobs eingeführt.

### Weitere liturgische Bücher: Stundenbuch und Rituale

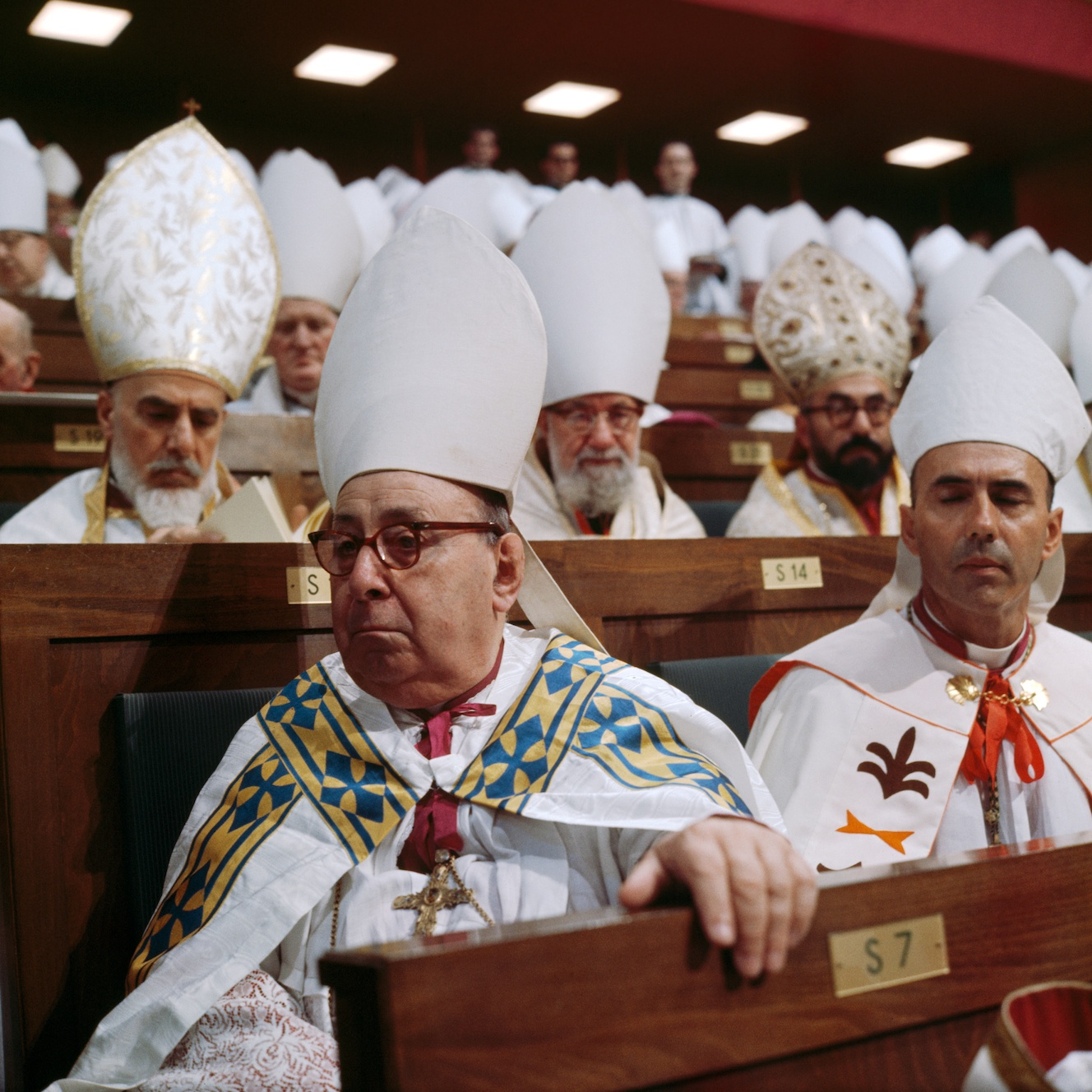
Aimé-Georges Martimort

Die Reform des Missale war zweifelsohne das bei weitem größte Projekt der Liturgiereform. Allerdings wurde auch das Stundenbuch einer weitgehenden Reform unterworfen. Innerhalb des Consiliums war Aimé-Georges Martimort die Verantwortung für dessen Überarbeitung übertragen. Es blieb, gegen den Widerstand Jungmanns, am monastischen Stundengebet orientiert. Bei der Übertragung der lateinisch verfassten Bücher ins Deutsche erhielt die neu geschaffene Lesehore einen besonderen Charakter durch die Aufnahme von Lesungen Odo Casels oder Romano Guardinis. Anstelle der lateinischen Hymnen enthält es oft Nachdichtungen (z. B. von Silja Walter, Mönchen aus Münsterschwarzach, Maria Luise Thurmair und Georg Thurmair) und Neudichtungen.
Obwohl eine große Mehrheit der Konzilsväter sich für die Beibehaltung des vollständigen Psalters ausgesprochen, setzte Paul VI., der schon vor seiner Wahl zum Papst die Fluchpsalmen abgelehnt hatte, die Tilgung mehrerer Psalmen und etlicher einzelner anstößiger Verse kraft päpstlicher Autorität durch:

„Die drei Psalmen 58 (57), 83 (82) und 109 (108), in denen der Fluchcharakter überwiegt, sind in das Psalterium des Stundengebetes nicht aufgenommen. Ebenso sind einzelne derartige Verse anderer Psalmen ausgelassen, was am Beginn jeweils vermerkt ist. Diese Textauslassungen erfolgten wegen gewisser psychologischer Schwierigkeiten, obwohl Fluchpsalmen sogar in der Frömmigkeitswelt des Neuen Testaments vorkommen (z. B. Offb 6,10 ) und in keiner Weise zum Verfluchen verleiten wollen.“

Schon seit den ersten Internationalen Liturgischen Studientreffen war es deren besonderes Anliegen, den Ritus der Kindertaufe von der Erwachsenentaufe besser zu unterscheiden. Besonders Balthasar Fischer machte sich dies zur Aufgabe.

## Vergleichende Gegenüberstellung Missale 1962 und Messbuch 1975

### Ordo missae
In vergleichender Übersicht zeigen sich für die heilige Messe zwischen dem Missale Romanum Johannes’ XXIII. von 1962 und dem Missale Romanum Pauls VI. von 1970 bzw. der deutschen Übersetzung im Messbuch von 1975 hauptsächlich folgende Unterschiede:
|                           | Missale Romanum von 1962 | Missale Romanum von 1970/Messbuch von 1975 |
| ------------------------- | --- | --- |
| Grundlagen                | | |
| Aufbau der heiligen Messe | - Vorbereitungsgebet - Vormesse - Opfermesse (Opfervorbereitung, -handlung und -mahl) - Entlassung | - Eröffnung - Wortgottesdienst - Eucharistiefeier (Gabenbereitung, Hochgebet, Kommunion) - Entlassung |
| Sakralsprache             | Latein | Latein oder Volkssprache |
| Gebetsrichtung            | de facto: ad orientem (Hochaltar) | de facto: ad populum (Volksaltar) |
| Standort des Priesters    | durchgehend am Altar | Altar, Sedilien, Ambo |
| Liturgische Gewänder      | | faktische Abschaffung einiger Kleidungsstücke wie Tunicella, Manipel etc. |
| Formen der Messe          | - Missa lecta - Missa cantata - Levitenamt - Pontifikalamt vom Thron oder vom Faldistorium herab | - Gemeindemesse - Pontifikalamt - Konzelebration |
| Messaufbau im Einzelnen   | | |
|                           | Vorbereitungsgebet: | Eröffnung: |
|                           | - Einzug - Stufengebet - Confiteor - Vergebungsbitte | - Einzug - Eröffnungsvers - Ansprache: „Im Namen des Vaters …“ - Grußworte - fakultativ: Bußakt |
|                           | Vormesse | |
|                           | Rechte Altarseite (Epistelseite): - Introitus - Kyrie (je dreimaliger Ruf) - Gloria - Oratio (Kirchengebet) | - Kyrie (je zweimaliger Ruf) - Gloria oder Glorialied - Tagesgebet |
|                           | | Wortgottesdienst |
|                           | Rechte Altarseite: - Lesung (1 Lesejahr) - Graduale Linke Altarseite (Evangelienseite): - Evangelium (1 Lesejahr) - Unterbrechung der heiligen Messe zur Predigt und zur Verlesung der Lesung und des Evangeliums in der Landessprache, faktisch oft von einer Kanzel oder am Ambo                              | Ambo: - 1. Lesung (3 bzw. 2 Lesejahre) - Antwortpsalm oder Zwischengesang - 2. Lesung (3 bzw. 2 Lesejahre) - Ruf vor dem Evangelium - Evangelium - Homilie als Teil der Liturgie - Fürbitten |
|                           | Opfermesse | Eucharistiefeier |
|                           | Opfervorbereitung | Gabenbereitung |
|                           | - Erheben von Brot und Wein bis Brusthöhe, klare Herausstellung des Opfercharakters durch begleitende Gebete („nimm diese makellose Opfergabe gnädig an“) - Offertorium - Secreta (Stillgebet) | - Gabengebet |
|                           | Opferhandlung (Wandlung) | Eucharistisches Hochgebet |
|                           | - Präfation - Sanctus - Canon Romanus leise gebetet („Kanonstille“) - Elevation, über 20 Kreuzzeichen und 4 Kniebeugen des Priesters, tiefe Verbeugung beim Sprechen der Einsetzungsworte | - Eröffnungsdialog - Präfation - Sanctus oder Sanctuslied - Canon Romanus und zahlreiche weitere Hochgebete - Zeigen der Gestalten von Brot und Wein, 2 Kniebeugen - Akklamation: Geheimnis des Glaubens |
|                           | Opfermahl | Kommunion |
|                           | - Agnus Dei - Kommunion des Priesters unter beiderlei Gestalten - erneutes Confiteor der Ministranten mit Vergebungsbitte und Absolution - Dreimaliges Domine, non sum dignus, während der Priester eine gewöhnliche Hostie erhebt - Mundkommunion im Knien an der Kommunionbank durch den Priester oder Diakon | - Agnus Dei - Einmaliges Domine, non sum dignus, während der Priester die gebrochene Zelebrationshostie erhebt - Kommunion des Priesters unter beiderlei Gestalten - Mundkommunion oder Handkommunion, Kommunionspendung durch Priester oder Kommunionhelfer, Empfang stehend oder kniend - Kommunion unter beiderlei Gestalten für bestimmte Gruppen und Anlässe |
|                           | Entlassung | Entlassung |
|                           | - Postcommunio (Schlussgebet) - Placeat tibi Sancta Trinitas - „Ite, missa est“ - Schlusssegen - Schlussevangelium - Auszug - in Stillmessen: Leonianische Gebete | - Schlussgebet - gemeindliche Verlautbarungen - Schlusssegen - „Gehet hin in Frieden!“ - Auszug |

### Kommunikationstheoretischer Vergleich
Der Religionssoziologe Marc Breuer sieht die forma extraordinaria bzw. tridentinische Messe und den protestantischen Predigtgottesdienst kommunikationstheoretisch als antithetische Pole an. Die Messe nach der Liturgiereform nimmt demgegenüber eine Mittelstellung zwischen beiden ein:
|                                               | Missale Romanum von 1962                                 | Protestantischer Predigtgottesdienst | Messbuch von 1975                                                            |
| --------------------------------------------- | -------------------------------------------------------- | ------------------------------------ | ---------------------------------------------------------------------------- |
| Information                                   | Repräsentation des Mysteriums, Sakralität der Sakramente | Aussagen der Bibel                   | Repräsentation des Mysteriums, Sakralität der Sakramente, Aussagen der Bibel |
| Norm                                          | rituelle Kohärenz                                        | textuelle Kohärenz                   | rituelle und textuelle Kohärenz                                              |
| vorrangige Form der Mitteilung                | Ritus (Handlung)                                         | Predigt (Sprache)                    | Ritus (Handlung), Erklärung/Predigt (Sprache)                                |
| vorrangige Form der Inklusion: - für Kleriker | Handeln (vorführen)                                      | Sprechen (vorlesen, predigen)        | Handeln (vorführen), Sprechen (vorlesen, erklären)                           |
| - für Laien                                   | Zuschauen (erleben)                                      | Zuhören (verstehen)                  | Zuschauen (erleben), Handeln (teilnehmen), Zuhören (verstehen)               |

## Wirkungen der Liturgiereform

### Zustimmung
Die erneuerte Form der römischen Liturgie fand bei Katholiken in Deutschland allgemeine Akzeptanz. In einer Umfrage des Instituts für Demoskopie Allensbach für die Deutsche Bischofskonferenz im Jahre 1979, also etwa zehn Jahre nach Einführung des lateinischen Messbuchs und etwa vier Jahre nach Einführung der deutschen Übersetzung, gab eine Mehrheit von 43 % aller befragten Katholiken an, dass ihnen die neue Form zusage, während 21 % für weniger Änderungen und 9 % sich für gar keine Änderungen aussprachen.
Die Zustimmung zur Reform war dabei umso größer, je seltener die Befragten die Kirche sonntags besuchten; einzig unter den regelmäßigen Kirchenbesuchern war das Bild „ganz gespalten“ und es zeigten sich 41 % mit der neuen Messordnung zufrieden, während 42 % sie ablehnten und weitere 9 % gar keine Änderungen bevorzugt hätten.
Die Mehrheit der US-amerikanischen Katholiken stand der Liturgiereform positiv gegenüber. Sie führte indessen zu einer deutlichen Spaltung in Gegner und Befürworter der Reform, dem an Schärfe nur der Streit um die Enzyklika Humanae Vitae gleicht. Bei einer Gallup-Umfrage in den Jahren 1979 und 1984 sprachen sich 64 % beziehungsweise 40 % der befragten US-amerikanischen Katholiken für eine Rückkehr zur alten Liturgie oder wenigstens ihrer alternativen Zulassung aus. Es gibt indessen keine empirischen Hinweise dafür, dass der zeitgleich einsetzende deutliche und stetige Rückgang im Besuch der Sonntagsmesse in den USA auf die Liturgiereform kausal zurückgeführt werden kann; lediglich unter älteren Katholiken war die neue Liturgie ein Faktor hierfür. Bei einer Galupp- und NORC-Umfrage ergab sich, dass etwas weniger als 10 % aller amerikanischen Katholiken im Jahr 1974 aufgrund der liturgischen Änderungen nicht häufiger zur Messe gingen.

### Ablehnung
Manche Kritiker vertreten die Ansicht, die Reform habe in modernistischer Tendenz den Opfercharakter der Eucharistie zugunsten eines Mahlcharakters zurücktreten lassen, wobei zweifelhaft ist, ob konzilsgemäß vom Papst verfügte Änderungen in den Texten überhaupt den „Charakter“ des liturgischen Geschehens ändern können.
Bischof Antônio de Castro Mayer (1904–1991, 1988 exkommuniziert) führte die erneuerten liturgischen Bücher der römisch-katholischen Kirche in seiner Diözese Campos (Brasilien) nicht ein. Daneben lehnte sie der emeritierte Erzbischof Marcel Lefebvre für die von ihm gegründete Priesterbruderschaft St. Pius X. ab.

#### Marcel Lefebvre und die Priesterbruderschaft St. PiusX.

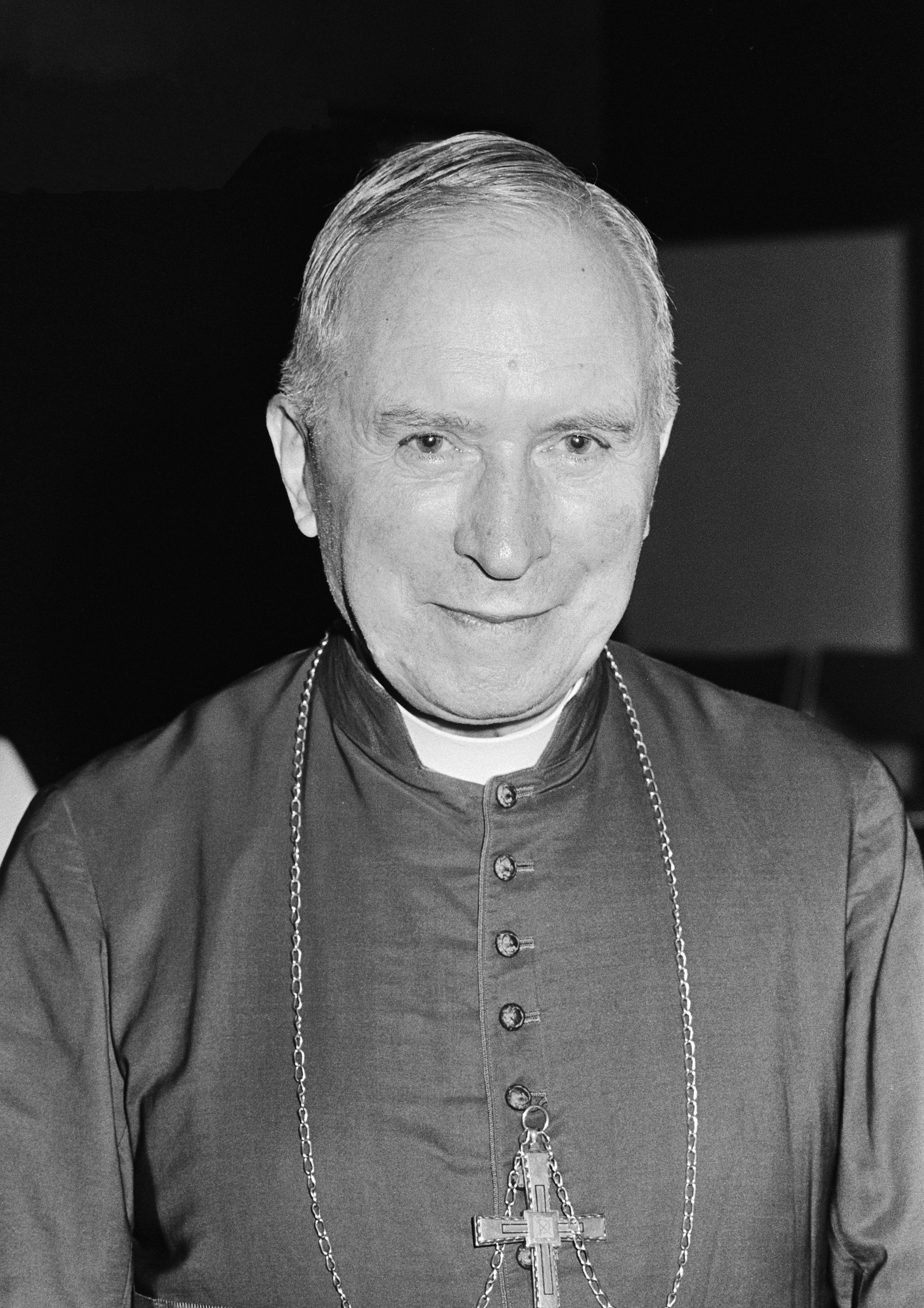
Marcel Lefebvre, Gründer der Priesterbruderschaft St. Pius X. im Jahr 1981.

Noch während der Tätigkeit der Liturgiekommission entstand eine Gegenbewegung, aus der sich später traditionalistische Gruppen formierten. Bekannt wurde vor allem die 1970 unter Erzbischof Marcel Lefebvre gegründete Priesterbruderschaft St. Pius X., die das Missale Romanum Papst Pauls VI. ablehnt. Kritisiert wurde von ihr unter anderem die Bekanntgabe der Gottesdienstkongregation vom 28. Oktober 1974, der zufolge Ausnahmegenehmigungen für Messfeiern „mit Volk“ nach dem älteren Missale von 1962 nicht mehr erteilt wurden.
Diese disziplinarische Maßnahme stieß auf den Widerstand der traditionalistischen Gruppen. Diese argumentierten unter anderem, dies sei wegen der Konstitution Quo primum tempore von Papst Pius V. rechtswidrig, ebenso wie Strafmaßnahmen gegen Priester, die öffentlich die alte Messe lasen; nichtöffentliche Feiern wurden älteren Priestern problemlos gestattet. Aus einem falsch verstandenen Ökumenismus mache die römisch-katholische Kirche zwar Zugeständnisse an den Protestantismus, zeige sich aber unnachgiebig gegenüber Widerstand aus den „eigenen Reihen“.
Am 8. September 1976 fragte Jean Guitton den Papst, ob ein liturgisches Zugeständnis möglich sei. Paul VI. antwortete:

« En apparence cette différend porte sur une subtilité. Mais cette messe dite de Saint Pie V., comme on le voit à Ecône, devient le symbole de la condamnation du Concile. Or, je n’accepterai en aucune circonstance que l’on condamne le Concile par un symbole. Si cette exception était acceptée, le Concile entier sera ébranlée. Et par voie de conséquence l’autorité apostolique du Concile. »

„Auf den ersten Blick geht es bei dieser Auseinandersetzung nur um eine Kleinigkeit. Aber diese Messe, wie wir sie in der Ecône sehen, bekannt als die Messe des Heiligen Pius V., wurde zum Symbol der Verurteilung des Konzils. Ich werde jedoch unter keinen Umständen akzeptieren, dass das Konzil durch ein Symbol verurteilt wird. Wenn diese Ausnahme akzeptiert wird, wird das gesamte Konzil erschüttert. Und damit die apostolische Autorität des Konzils.“

Paul VI. war also der Ansicht, der Streit gehe um das Konzil als solches und die „alte Messe“ werde als Kampfmittel dagegen benutzt.
Nach den eigenmächtigen Bischofsweihen von Erzbischof Lefebvre im Jahr 1988 wurden dieser, die neugeweihten Bischöfe der Piusbruderschaft und der mitweihende Bischof Antonio de Castro Mayer exkommuniziert und die Priester der Bruderschaft von ihren priesterlichen Funktionen suspendiert und ihnen somit verboten, Messen zu feiern und Sakramente zu spenden. Die Bischofsweihe wurde von Papst Johannes Paul II. als schismatischer Akt bezeichnet.

#### Indultmessen
Zugunsten der Priester und Gläubigen, die den tridentinischen Ritus bevorzugten, gestattete Papst Johannes Paul II. den Diözesanbischöfen, aus pastoralen Gründen und unter bestimmten Bedingungen die Genehmigung zu Feiern nach dem Römischen Messbuch von 1962 zu erteilen (Indultmesse). Richtlinien hierfür waren bereits im Schreiben Quattuor abhinc annos vom 3. Oktober 1981 festgelegt worden. Am 2. Juli 1988 veröffentlichte Papst Johannes Paul II. das Motu proprio Ecclesia Dei Adflicta, in dem er einen Aufruf an all jene richtete, die bisher mit der Bewegung des Erzbischofs Marcel Lefebvre in Verbindung standen, und sie aufforderte, „dass sie ihre ernste Pflicht erfüllen, mit dem Stellvertreter Christi in der Einheit der katholischen Kirche verbunden zu bleiben und in keiner Weise jene Bewegung weiter zu unterstützen“. Er bot „all jenen katholischen Gläubigen, die sich an einige frühere Formen der Liturgie und Disziplin der lateinischen Tradition gebunden fühlen“ an, ihnen „die kirchliche Gemeinschaft leicht zu machen, durch Maßnahmen, die notwendig sind, um die Berücksichtigung ihrer Wünsche sicherzustellen“.
Innerhalb der katholischen Kirche gibt es heute etwa 30 Gruppierungen, die vom Heiligen Stuhl die Erlaubnis erhielten, solche Indultmessen zu feiern. Der Unterschied zwischen diesen Gruppen und etwa der Priesterbruderschaft St. Pius X. besteht darin, dass letztere wesentliche Ergebnisse des Zweiten Vatikanischen Konzils ablehnt, vor allem Religionsfreiheit, Ökumenismus und Aufwertung der Laien, und durch sie den katholischen Glauben beeinträchtigt sieht. Den in der römisch-katholischen Kirche verbliebenen oder in die volle Gemeinschaft mit ihr zurückgekehrten Gruppierungen geht es im Wesentlichen um die Feier der Messe in zuvor gewohnter Form; bezüglich der Lehre sind sie in der Regel zur Anerkennung der Konzilsdokumente, sofern diese gemäß der traditionellen Lehre interpretiert werden, bereit. Das Motu proprio Summorum pontificum Papst Benedikt XVI. vom 7. Juli 2007 kann auch als Versöhnungsangebot an denjenigen Katholiken gesehen werden, die derzeit nicht oder nicht vollständig in Gemeinschaft mit dem Apostolischen Stuhl stehen. Dem Papst ging es aber auch um eine kontinuierliche Perspektive, also den Geist der Liturgie überhaupt.

#### Summorum Pontificum und Traditionis Custodes
Mit Summorum Pontificum wurde die Liturgie von 1962 als außerordentliche, das heißt besondere Form des römischen Ritus eingerichtet, sie wurde jedoch gleichzeitig für Weiterentwicklung geöffnet: Die Lesungen in der Gemeindemesse (Missa cum populo) dürfen in der Volkssprache vorgetragen werden. In Zukunft können auch in das 1962er-Messbuch neue Heilige und einige der neuen Präfationen aufgenommen werden. Die im Missale von 1962 enthaltene Karfreitagsfürbitte für die Juden wurde 2008 von Papst Benedikt XVI. durch eine anders formulierte ersetzt. Die außerordentliche Form (forma extraordinaria) soll demnach ebenfalls eine Art Liturgiereform erfahren, doch in einer anderen Weise, als sie für die „ordentliche Form“ durch die Päpste Paul VI. und Johannes Paul II. durchgeführt wurde. Dies belegt auch die Art der Veränderung der Judenfürbitte im Missale von 1962 durch Benedikt XVI. 2008: Der vorkonziliare Text wurde abgeschafft, aber nicht die durch Paul VI. 1970 eingeführte (lateinisch vorliegende) Fassung der Normalform übernommen, sondern eigens ein neues Sonderformular geschaffen.
Ohne die Ergebnisse der Liturgiereform abzuwerten, hat Papst Benedikt XVI. den älteren 1962er-Brauch (usus antiquior) des römischen Ritus mit Motu proprio vom 7. Juli 2007 als forma extraordinaria wieder breiter gestattet (vgl. Summorum pontificum). Jedoch bleibt der usus instauratus die Normalform (forma ordinaria) der römischen Liturgie.
Im Apostolischen Schreiben Sacramentum caritatis (2007) empfahl Papst Benedikt XVI. einen stärkeren Gebrauch der lateinischen Sprache in Messfeiern bei internationalen Veranstaltungen. Darüber hinaus sollen allgemein „die Gläubigen angeleitet werden, die allgemeinsten Gebete in Latein zu kennen und gewisse Teile der Liturgie im Gregorianischen Stil zu singen“.
Papst Franziskus erklärte vor den Teilnehmern der 68. liturgischen Woche am 24. August 2017 zu einer möglichen weitergehenden „Reform der Reform“:

“Dopo questo magistero, dopo questo lungo cammino possiamo affermare con sicurezza e con autorità magisteriale che la riforma liturgica è irreversibile.”

„Im Anschluss an dieses Lehramt, an diesen langen Weg können wir mit sicherer Gewissheit und lehramtlicher Autorität bekräftigen, dass die Liturgiereform unumkehrbar ist.“

Am 16. Juli 2021 verschärfte Papst Franziskus durch das Motu proprio Traditionis custodes die Grenzen die Verwendung der Liturgie von 1962 und verfügte, dass sie nur noch mit Erlaubnis des Ortsbischofs gefeiert werden darf. Die von Papst Benedikt XVI. eingeführten Bezeichnungen „ordentliche“ und „außerordentliche Form des römischen Ritus“ gelten als durch Traditionis custodes abgeschafft.

### Kirchliche Entwicklung
Die in den USA festgestellte Abnahme im sonntäglichen Kirchgang lässt sich ebenso für Frankreich konstatieren; das Jahr 1965 markiert hier den Wendepunkt. Der französische Historiker Guillaume Cuchet und der französische Statistiker Jérôme Fourquet sehen für diesen Vorgang durchaus eine Grundlage in den Reformen des Zweiten vatikanischen Konzils. Dieses habe jedoch nicht als Ursache („le concile n’a pas provoqué la rupture“), sondern als Auslöser („il l’a déclenchée“) gewirkt. Dies betreffe indessen weniger die Reform der Liturgie selbst, als vielmehr den gefühlten Wegfall der Verbindlichkeit der gesamten katholischen Glaubenspraxis durch das Konzil innerhalb kürzester Zeit.

## Wirkungen in Kirchenarchitektur und -kunst

### Kirchenarchitektur
Besonders sichtbar war bei der heiligen Messe der fast überall veränderte Standort des Priesters am Altar, jetzt in der Regel – häufig an einem neu errichteten „Volksaltar“ – mit dem Gesicht zu Altar und Gemeinde (versus populum) gewandt, statt wie vorher versus apsidem, zur Apsis. Bei der einen wie der anderen Stellung richten sich Gebet und Geist jedoch stets „ad Deum“ (zu Gott) und „ad Dominum“ (zum Herrn).
Bereits Inter Oecumenici hatte im Jahr 1964 deshalb in Art. 91 angeordnet, dass der Altar umschreitbar sein sollte; fast wortgleich ordnete die Institutio Generalis Missalis Romani in Art. 262 an:

“Altare maius exstruatur a pariete seiunctum, ut facile circumiri et in eo celebratio versus populum peragi possit, quod expedit ubicumque possibile sit.”

„Der Hauptaltar wird von der Wand getrennt errichtet, damit man ihn leicht umschreiten, und an ihm der Gemeinde zugewandt die Messe feiern kann; jenes [also die frei stehende Errichtung] ist zuträglich, wo immer es möglich ist.“

Nebenaltäre sollte es nach Art. 267 demgegenüber nur noch in geringer Zahl geben:

“Altaria minora numero sint pauciora et, in novis ecclesiis, in sacellis ab ecclesiæ aula aliquomodo seiunctis collocentur.”

„Die Seitenaltäre sollen eher wenige sein und, bei neugebauten Kirchen, in vom Hauptraum der Kirche irgendwie getrennten Seitenkapellen errichtet werden.“

Diese Veränderung machte Umbauten in fast allen Kirchen nötig. Dabei wurden meist auch die Altarschranken (Kommunionbänke) entfernt. In nach dem Konzil neu erbauten Kirchen wurde darüber hinaus der Altar nicht selten weit in die Mitte der Gemeinde gezogen, und die Bankreihen wurden (halb-)kreisförmig um den Altar angeordnet. Dadurch sollte die gemeinsame Würde des Gottesvolkes und die Nähe des menschgewordenen Herrn betont sowie die tätige und bewusste Teilnahme des ganzen Volkes Gottes an der Liturgie erleichtert werden.
Viele Kirchenneubauten gingen indessen über diese Vorgaben hinaus und versuchten die Ekklesiologie des 2. Vatikanums auch in neuen architektonischen Formen erfahrbar zu machen. Vorbilder hierfür fanden sich bereits in Kirchenbauten der 1930er-Jahre, die von der liturgischen Bewegung beeinflusst waren. Statt der alten, auf den Hochaltar in der Apsis am östlichen Ende des Kirchenschiffs ausgerichteten Form der Kirche experimentierte man mit runden, quadratischen und elliptischen Formen, bei denen sich das Volk Gottes um den mittig angeordneten Altar oder auch um den Ambo als Altar des Wortes schart. Es handelt sich dabei nicht selten um Zentralbauten, in dem die Sitzgelegenheiten für die Gläubigen im Kreis, Quadrat, Vieleck etc. angeordnet sind. Das 2. Vatikanum hatte „edl[e] Einfachheit“ (SC 34) und „edle Schönheit“ anstelle „bloßen Aufwand[s]“ gefordert; viele Architekten setzten diese Vorgabe in Formen des zeitgenössischen Minimalismus und Funktionalismus um. Die teilweise sehr auf das Wesentliche reduzierten Ergebnisse von Umgestaltungen bestehender Kirchen wurden in den englischsprachigen Ländern auch pejorativ mit dem Kofferwort wreck-o-vation bezeichnet.
Auch in der übrigen sakralen Kunst zeichnete sich eine Wende von der hierarchischen zur „demokratischen Kirche“ derart ab, dass bis dahin für katholische Kirche prägenden Andachtsbilder alter Art aus den Kirchen entfernt oder doch zumindest ihre Anzahl oftmals stark verringert wurde. Bei der sich anschließenden Umsetzung ergab sich nach Auffassung des Politikwissenschaftlers Hans Maier eine große Bandbreite: von umstrittenen unkonventionellen Projekten (so bei Georg Baselitz) bis zu gelungener (so bei Georg Meistermann, Herbert Falken, Gerhard Richter und Neo Rauch) Kooperation zwischen modernen Künstlern und Gemeinden. Hans Maier weist darauf hin, dass diese nachkonzilären Entwicklungen bisher noch zu wenig erforscht seien.

### Kirchenmusik
Im ausgehenden 19. Jahrhundert konnten drei Gruppen der kirchenmusikalischen Gestaltung unterschieden werden: Die Choralämter der Abteien, die Pfarrgemeinden unter cäcilianischem Einfluss und jene besonders süddeutschen Pfarrgemeinden, die in der Tradition der Wiener Klassik standen. Zwar sang die Gemeinde in der Volkssprache während der – oder besser: parallel zur – Messe, jedoch galt als liturgisch wirksam einzig der lateinisch gesprochene Text des Zelebranten.
Die Konzilkonstitution über die Liturgie, Sacrosanctum Concilium, attestierte der Kirchenmusik, „ei[n] notwendige[r] und integrierende[r] Bestandteil der feierlichen Liturgie“ (SC 112) zu sein. Die Konstitution war in ihrer Grundausrichtung deutlich an der kirchlichen Überlieferung orientiert und hält zur Pflege des tradierten „Schatzes“ der Kirchenmusik an. Entsprechend dem Anliegen der liturgischen Bewegung zur Pflege des gregorianischen Chorals bezeichnet es diesen „als den der römischen Liturgie eigenen Gesang“ (SC 116) und empfiehlt die Vollendung einer neuen editio typica der zugehörigen liturgischen Bücher. Schließlich hebt es die besondere Rolle der Pfeifenorgel für die Kirchenmusik hervor (SC 120).
Ungeachtet dieser Vorgaben ging die liturgische Praxis schon bald hierüber hinaus. Ab 1964 kehrte die neue kirchenmusikalische Form der Jazzmesse in die Pfarrkirchen ein. Den Ausgangspunkt dürfte die Volksmesse des 20. Jahrhunderts des Anglo-Katholiken Geoffrey Beaumont am 16. November 1952 in der St. Luke’s Church in Chesterton bilden. Trotz Verboten der Bischofskonferenz und des Consiliums war der Einzug der Popularmusik in die Kirche ungebremst. Ab Ende der 1960er-Jahre entwickelte sich schließlich die sog. Beatmesse (wie beispielsweise Peter Janssens Wir können nicht schweigen), die mehr als die Jazz-Messe auf das gemeinsame Singen ausgerichtet war. Gerade diese Punkte hatte der Theologe Joseph Ratzinger 1966 noch an der Jazz-Messe kritisiert: Nachdem zu Beginn der liturgischen Bewegung im 19. Jahrhundert gerade die Orchester zugunsten des gregorianischen Chorals Platz machen mussten, seien nun mit den Jazzbands neue „Orchester“ zurückgekehrt.

## Ton- und Filmdokumente
- Holländisches Fernsehen: Dokumentation über die Interimsmessen auf dem liturgischen Stand von 1964, d. h. versus populum aber auf Latein; Sint-Franciscusbasiliek, Bolsward (niederländisch mit englischen Untertiteln).

### Dokumente der Reform
- Reiner Kaczynski (Hrsg.): Enchiridion documentorum instaurationis liturgicae. Band 1 (1963–1973); Turin 1976. Band 2 (4.12.1973 – 4. Dezember 1983); Rom 1988. Band 3 (4.12.1983 – 4. Dezember 1993); Rom 1997.
- Heinrich Rennings, Martin Klöckener (Hrsg.): Dokumente zur Erneuerung der Liturgie. Band 1: Dokumente des Apostolischen Stuhls 1963–1973; Kevelaer 1983. Band 2: Dokumente des Apostolischen Stuhls 4.12.1973 – 3. Dezember 1983; Kevelaer, Freiburg Schweiz 1997. Band 3: Dokumente des Apostolischen Stuhls 4.12.1983 – 3. Dezember 1993; Kevelaer, Freiburg Schweiz 2001.
- Sekretariat der Deutschen Bischofskonferenz: Die Messfeier: Dokumentensammlung. Auswahl für die Praxis. 8. Auflage. Arbeitshilfen 77; Bonn: Sekretariat der Dt. Bischofskonferenz, 1990; 2001.
- Grundordnung des Römischen Messbuchs. Vorabpublikation zum Deutschen Messbuch (3. Auflage) (PDF; 532 kB); amtlicher Text, noch ohne rechtlich verbindlichen Charakter
- Emil Joseph Lengeling: Die neue Ordnung der Eucharistiefeier: Allgemeine Einführung in das römische Meßbuch; endgültiger lateinischer und deutscher Text; Einleitung und Kommentar. 4. Auflage. Regensberg, Münster 1972 (492 S.).
- Hans Bernhard Meyer (Hrsg.): Der Gottesdienst im deutschen Sprachgebiet. Liturgische Dokumente, Bücher und Behelfe; Studien zur Pastoralliturgie 5; Regensburg: Pustet, 1982, ISBN 3-7917-0756-6.

### Sekundärliteratur
Allgemeine Einführungen
- Reiner Kaczynski: Einleitung zu Sacrosanctum Concilium. In: Peter Hünermann, Bernd Jochen Hilberath (Hrsg.): Herders Theologischer Kommentar zum Zweiten Vatikanischen Konzil. Band 2. Verlag Herder, Freiburg 2016, ISBN 3-451-28531-2, S. 11–52.
- Reiner Kaczynski: Würdigung der Konstitution. In: Peter Hünermann, Bernd Jochen Hilberath (Hrsg.): Herders Theologischer Kommentar zum Zweiten Vatikanischen Konzil. Band 2. Verlag Herder, Freiburg 2016, ISBN 3-451-28531-2, S. 199–209.

Geschichte
- Arnold Angenendt: Liturgik und Historik. Gab es eine organische Liturgie-Entwicklung? (= QD. 189) 2. Auflage. Herder, Freiburg u. a. 2001, ISBN 3-451-02189-7.
- Annibale Bugnini: Die Liturgiereform. Herder, Freiburg im Breisgau 1987.
- Hans-Jürgen Feulner: Der Ordo Missae von 1965 und das Missale Romanum von 1962. In: Helmut Hoping, Winfried Haunerland, Stephan Wahle (Hrsg.): Römische Messe und Liturgie in der Moderne. Verlag Herder, 2016, ISBN 978-3-451-80588-2, S. 103.
- Andreas Grillo: Ende der Liturgiereform? In: Stimmen der Zeit. Heft 11/2007, S. 730–740.
- Josef Andreas Jungmann: Liturgische Erneuerung. Rückblick und Ausblick, (Schriftenreihe Entscheidung), Butzon & Bercker, Kevelaer 1962.
- Angelus A. Häußling: Liturgiereform. Materialien zu einem neuen Thema der Liturgiewissenschaft. In: Archiv für Liturgiewissenschaft. Band 31, 1989, S. 1–32.
- Winfried Haunerland, Jürgen Bärsch (Hrsg.): Liturgiereform vor Ort: Zur Rezeption des Zweiten Vatikanischen Konzils in Bistum und Pfarrei. Pustet, Regensburg 2010, ISBN 3-7917-2250-6.
- Andreas Heinz: Liturgiereform vor dem Konzil. Die Bedeutung Pius’ XII. (1939–1958) für die gottesdienstliche Erneuerung. In: Liturgisches Jahrbuch. Band 49, 1999, S. 3–38.
- Franz Henrich (Hrsg.): Liturgiereform im Streit der Meinungen (= Studien und Berichte der katholischen Akademie in Bayern 42). Würzburg 1968.
- Martin Klöckener: Die Zukunft der Liturgiereform – im Widerstreit von Konzilsauftrag, notwendiger Fortschreibung und „Reform der Reform“. In: Die Zukunft der Liturgie. Gottesdienst 40 Jahre nach dem Konzil. Hg. v. Andreas Redtenbacher, Innsbruck, Wien 2004, S. 70–118.
- Ferdinand Kolbe: Die Liturgische Bewegung. (= Der Christ in der Welt, IX. Reihe: Die Liturgie der Kirche, Bd. 4). Pattloch, Aschaffenburg 1964.
- Angelo Lameri: Liturgia Vol. II. In: Associazione Italiana dei Professori die Storia della Chiesa (Hrsg.): Dizionario Storico Tematico „La Chiesa in Italia“ Dopo l’Unità Nazionale. Rom 2015 (storiadellachiesa.it).
- Friedrich Lurz: Warum Liturgiereformen? Beobachtungen in Geschichte und Gegenwart. Butzon & Bercker, Kevelaer 2012, ISBN 978-3-7666-4182-3.
- Aimé Georges Martimort: Le rôle de Paul VI dans la réforme liturgique. In: Pubblicazioni dell’Istituto Paolo VI. Band 5, Brescia 1987, S. 59–73.
- Hans Bernhard Meyer: Eucharistie: Geschichte, Theologie, Pastoral; zum Gedenken an den 100. Geburtstag von Josef Andreas Jungmann SJ am 16. November 1989. In: Gottesdienst der Kirche: Handbuch der Liturgiewissenschaft. Band IV. Pustet, Regensburg 1989, ISBN 3-7917-1200-4, Kap. 57 Die Messreform des Vaticanum II. und das Missale Romanum Paul VI.
- Adrien Nocent: L’Avenir de la liturgie. Éditions universitaires, Paris 1961.
- Elmar Nübold: Entstehung und Bewertung der neuen Perikopenordnung des Römischen Ritus für die Meßfeier an Sonn- und Festtagen. Zugl.: Paderborn, Univ., Diss. Verl. Bonifatius-Druckerei, Paderborn 1986, ISBN 3-87088-435-5 (451 S.).
- Otto Nußbaum: Geschichte und Reform des Gottesdienstes; hrsg. von Albert Gerhards und Heinzgerd Brakmann. Schöningh, Paderborn 1996.
- Pius XII.: Motu proprio »In cotidinanus precibus« über den Gebrauch der neuen lateinischen Psalmenübersetzung bei der Verrichtung des göttlichen Offizium. (Übersetzt von P. Odo Haggenmüller). In: Benediktinische Monatschrift, XXII. Jg. (1946), S. 149–150.
- Thomas Pott: La réforme liturgique byzantine. Étude du phénomène de l’évolution non-spontanée de la liturgie byzantine. In: Irénikon. Band 72, 1999, S. 142–157.
- Monika Selle: Latein und Volkssprache im Gottesdienst. Die Aussagen des Zweiten Vatikanischen Konzils über die Liturgiesprache. Diss. München (2001).
- Johannes Wagner: Mein Weg zur Liturgiereform 1936–1986: Erinnerungen. Herder, Freiburg i.Br. 1993, ISBN 3-451-23046-1 (323 S.).

Theologie
- Klaus Gamber: Alter und neuer Meßritus: Der theologische Hintergrund der Liturgiereform. Regensburg 1983, ISBN 3-7917-0854-6 (70 S.).
- Joseph Ratzinger: Der Geist der Liturgie. Eine Einführung. Herder, Freiburg i. Br. 2000.

Perikopenordnung
- Matthew P. Hazell, Peter A. Kwasniewski: Index lectionum: A comparative table of readings for the ordinary and extraordinary forms of the Roman rite. 1. Auflage. 2016, ISBN 978-1-5302-3072-3 (229 Seiten).

Architektur und Kunst
- Jae-Lyong Ahn: Altar und Liturgieraum im römisch-katholischen Kirchenbau: eine bauhistorische Betrachtung unter besonderer Berücksichtigung der Veränderung des Standorts des Altars nach dem Zweiten Vatikanischen Konzil (1962–1965): Fakultät für Architektur. (publications.rwth-aachen.de [PDF]).
- Ralf van Bühren: Kunst und Kirche im 20. Jahrhundert. Die Rezeption des Zweiten Vatikanischen Konzils (Konziliengeschichte, Reihe B: Untersuchungen), Paderborn: Verlag Ferdinand Schöningh 2008, ISBN 978-3-506-76388-4, S. 253–626, 640–646 (Abb.)
- Ralf van Bühren: Kirchenbau in Renaissance und Barock. Liturgiereformen und ihre Folgen für Raumordnung, liturgische Disposition und Bildausstattung nach dem Trienter Konzil. In: Stefan Heid (Hrsg.): Operation am lebenden Objekt. Roms Liturgiereformen von Trient bis zum Vaticanum II. Berlin 2014, S. 93–119; Volltext (PDF).
- Ralf van Bühren: Raum, Kunst und Liturgie. Praktische Auswirkungen der Liturgiereform auf den Kirchenbau nach dem Zweiten Vatikanischen Konzil. In: Reimund Haas (Hrsg.): Fiat voluntas tua. Theologe und Historiker – Priester und Professor. Festschrift zum 65. Geburtstag von Harm Klueting am 23. März 2014. Münster 2014, S. 73–100.
- Elke Hamacher: Zeichen des Aufbruchs: Kirchenbau und Liturgiereform im Bistum Augsburg seit 1960. 1. Auflage. Kunstverlag Josef Fink, Lindenberg im Allgäu 2018, ISBN 978-3-95976-096-6 (342 S.).
- Martin Mosebach: Häresie der Formlosigkeit, Die römische Liturgie und ihr Feind. 3. Auflage. Karolinger, Wien – Leipzig 2003, ISBN 3-85418-102-7; erweiterte Neuauflage, München 2007, ISBN 978-3-446-20869-8.
- Pius Parsch, Robert Kramreiter, Rudolf Pacik: Neue Kirchenkunst im Geist der Liturgie (= Pius-Parsch-Studien. Nr. 9). Echter, Würzburg 2010, ISBN 978-3-429-03166-4 (233 S.).
- Walter Zahner: Raumkonzepte der Liturgischen Bewegung. In: Albert Gerhards, Thomas Sternberg, Walter Zahner (Hrsg.): Communio-Räume: Auf der Suche nach der angemessenen Raumgestalt katholischer Liturgie (= Bild, Raum, Feier). Schnell & Steiner, Regensburg 2003, ISBN 3-7954-1583-7.